# عمران خان
عمران أحمد خان نيازي (بالأردية: عمران احمد خان نیازی) (5 أكتوبر 1952 -) رئيس وزراء باكستان الأسبق الثاني والعشرين منذ 18 أغسطس 2018 م، إلى 10 أبريل 2022 وسياسي باكستاني ولاعب كريكت دولي سابق، والرئيس الحالي لحركة إنصاف الباكستانية. كان عضواً في الجمعية الوطنية لباكستان من عام 2013 إلى عام 2018، وهو المقعد الذي فاز به في الانتخابات العامة عام 2013. يعمل في الأنشطة الخيرية، ويعلق على لعبة الكريكيت، جنباً إلى جنب مع أنشطته السياسية. ارتفع شأن حركة الإنصاف التي يرأسها وزادت شعبيتها منذ سنة 2011 بتأثير الثورات العربية لتضاهي الحزبَيْن السياسيَيْن التقليديَين، وحققت أغلبية في الانتخابات العامة الباكستانية لسنة 2018.
لعب خان لصالح فريق الكريكيت الباكستاني من عام 1971 وحتى عام 1992، وشغل منصب قائد بشكل متقطع طيلة الفترة ما بين عام 1982 وعام 1992. بعد تقاعده من لعبة الكريكيت في نهاية بطولة كأس العالم عام 1987 استدعي مرة أخرى للانضمام إلى الفريق عام 1988. وبينما كان في التاسعة والثلاثين قاد زملاءه في الفريق لتحقيق الفوز الأول والوحيد لباكستان ببطولة كأس العالم عام 1992؛ فلديه سجل من 3807 نقطة، و362 ويكيت في الـ«تيست كريكيت»، ما جعله واحدا من ستة لاعبي كريكيت في العالم حقق التفوق في الثلاثي متعدد المهارات في مباريات الـ«تيست».).
أسس في أبريل عام 1996 حركة الإنصاف الباكستانية وهو حزب سياسي برز سنة 2011 وترأسه، وكان النائب الوحيد عنه الذي انتخب للبرلمان. وقد مثل مدينة ميانوالي عضوًا في الجمعية العامة من نوفمبر 2002 وحتى أكتوبر 2007. وقد أسهم خان من خلال جمع التبرعات من حول العالم في بناء مركز أبحاث ومستشفى سرطان شوكت خانوم التذكاري عام 1996، وكلية نامال في ميانوالي عام 2008.
في 10 أبريل 2022 سحب مجلس النواب الباكستاني الثقة من رئيس الوزراء عمران خان، ومنعه من السفر واتهمه بإنتهاك الدستور عندما علق مجلس النواب.
في 9 مايو 2023، ألقي القبض على خان بتهمة الفساد في محكمة إسلام أباد العليا من قبل قوات شبه عسكرية اقتحمت المحكمة. اندلعت الاحتجاجات في جميع أنحاء باكستان، وأدت لمل ما لا يقل عن 12 من أنصار خان، واعتقال الآلاف، ونهب المنشآت العسكرية. بعد إطلاق سراحه، ألقى باللوم على رئيس أركان الجيش عاصم منير في اعتقاله. حُكم عليه بالسجن لمدة ثلاث سنوات في 5 أغسطس 2023 بعد إدانته بإساءة استخدام رئاسته لشراء وبيع الهدايا في حوزة الدولة والتي تلقاها أثناء زيارات دبلوماسية في الخارج. في 29 أغسطس 2023، علقت محكمة الاستئناف الباكستانية عقوبة خان بالسجن لمدة ثلاث سنوات ومنحته الكفالة، لكنه ظل مسجونًا فيما يتعلق بشفرة ليترغيت الدبلوماسية، والتي اتُهم بسببها بتسريب أسرار الدولة وانتهاك قانون الأسرار الرسمية. في 30 يناير 2024، حكمت محكمة خاصة على خان بالسجن لمدة 10 سنوات بعد إدانته بهذه التهم. في 3 فبراير، أدين خان وزوجته وحُكم عليهما بالسجن لمدة سبع سنوات إضافية لخرق قوانين الزواج الإسلامية. ألغت محكمة إسلام آباد العليا قرار المحكمة الخاصة المتعلق بالبرقية الدبلوماسية في 3 يونيو 2024. وألغت محكمة الاستئناف إدانة خان بانتهاك قوانين الزواج في 13 يوليو 2024. ثم ألقي القبض على خان بتهم تتعلق بأعمال الشغب في عام 2023. في 20 نوفمبر 2024، مُنح خان الكفالة في قضية توشاخانة الثانية ولكن تم اتهامه مجددًا بالتحريض على العنف أثناء الاشتباكات بين أنصاره والشرطة في 28 سبتمبر 2024.

## الأسرة والتعليم والحياة الشخصية
ولد عمران خان في لاهور في 5 أكتوبر 1952، للزوجين شوكت خانم وإكرام الله خان نيازي مهندس مدني في لاهور، نشأ خان صبيا هادئاً خجِلا في شبابه، في أسرة متوسطة معه فيها أربع شقيقات. استقر والد خان في إقليم البنجاب وهو ينحدر من قبيلة نيازي شيرمان خان البشتونية في مدينة ميانوالي. ويضم نسبه من جهة الأم نماذج ناجحة من لاعبي الكريكيت، ومنهم سبيل المثال: جاويد بوركي، وماجد خان. تلقى خان تعليمه في كلية أيتشسون (Aitchison College) بمدينة لاهور، ومدرسة القواعد الملكية في ورسيستر (Royal Grammar School Worcester) في إنجلترا، حيث تفوق في لعبة الكريكيت. وفي عام 1972 ألحق بكلية كيبل (Keble College) في أكسفورد لدراسة الفلسفة والسياسة والاقتصاد؛ حيث تخرج من الكلية في المرتبة الثانية في السياسة، والمرتبة الثالثة في الاقتصاد.
في 16 مايو عام 1995 تزوج خان سيدة المجتمع الإنجليزية جمايما جولد سميث التي تحولت إلى الإسلام بعد حفل ديني مدته دقيقتان في باريس، وبعد ذلك بشهر تقريباً وفي 12 يونيو تزوجا في حفل مدني في مكتب تسجيل ريتشموند في إنجلترا، وأُتبع باستقبال في منزل جولدسميث في مقاطعة سيري. وقد وصف خان الزواج بأنه صعب، وقد أثمر هذا الزواج طفلين؛ سليمان عيسى من مواليد 18 نوفمبر 1996، وقاسم من مواليد 10 أبريل 1999، وكما كان اتفاق زواجه، كان خان يقضي أربعة أشهر سنوياً في إنجلترا. أعلن الطلاق من زوجته في 22 يونيو 2004، وذلك لصعوبة تأقلمها مع المعيشة في باكستان.
ويقيم خان الآن في بني جالا في العاصمة إسلام أباد، حيث بنى منزلاً بمزرعة بالأموال التي باع بها شقته في لندن، وهو يزرع أشجار الفاكهة، والقمح، ويربي الأبقار، وفي الوقت نفسه يحافظ على ملعب للكريكيت لولديه الذين يزورانه أثناء فترة إجازتهما. ويقال أيضاً: إن خان على اتصال دائم مع تيرانا جاد وايت خان ابنته المزعومة، وهو ما لم يعترف به علناً على الإطلاق.
وفي عام 2015 تزوج من المنتجة البريطانية من اصل باكستاني ريهام خان والمولودة في اجدابيا بليبيا، الا ان الزواج لم يستمر سوى 9 شهور وانتهى بالطلاق في نفس العام وفي عام 2018 تزوج من السيدة بشرى بيبي، وطالتهما مشاكل من طليقها السابق فيما بعد.

## مجال الكريكيت
ظهر خان لأول مرة بشكل باهت بالدرجة الأولى في لعبة الكريكيت، عندما كان في السادسة عشرة من عمره في مدينة لاهور. ومع بداية حقبة 1970 كان يلعب لصالح الفريق الوطني في لاهور A من 1969 إلى 70، لاهور B من 1969 إلى 70، لاهور جرينز من 1970 إلى 71، وفي النهاية لاهور من 1970 إلى 71. كما كان خان جزءاً من فريق بلو كريكيت لجامعة أكسفورد، في مواسم 1973 وإلى 1975. وفي ورسيسترشاير، حيث لعب كريكيت المقاطعات من 1971 إلى 1976، لم يكن سوى لاعب كريكيت ذي معدل سرعة متوسطة. وخلال هذا العقد مثل خان فرقاً أخرى، بما في ذلك داود إندستريز من 1975 إلى 76، الخطوط الجوية الدولية الباكستانية من 1975، 76 إلى 1980- 81، ثم لعب لصالح ساسيكس في الفترة من 1983 إلى 1988.
في عام 1971 قام خان في أول ظهور له بأول مباراة تيست كريكيت ضد إنجلترا في برمينجهام، وبعد ثلاث سنوات ظهر لأول مرة في مباراة وان داي إنترناشيونال (One Day International) اختصاراً (ODI)، وذلك ضد إنجلترا في مدينة نوتينجهام أيضا، لصالح برودينشال تروفي (Prudential Trophy). بعد تخرجه في جامعة أكسفورد وانتهاء مدة الاختبار القانونية في ورسيستشاير - عاد إلى باكستان عام 1976، وحصل على مكان دائم له في فريقه الوطني، بدءاً من موسم 1976- 1977، وخلال تلك الفترة لعب الفريق الباكستاني أمام نيوزيلاندا وأستراليا. في أعقاب سلسلة مباريات مع أستراليا قام بجولة في جزر الهند الغربية، حيث التقى توني جريج الذي جعله يشترك في سلسلة الكريكيت العالمية التي ينظمها كيري بيكر. ل[بثها على شبكته التليفزيونية في أستراليا]. اعتمدت أوراقه بوصفه واحداً من أسرع رماة لاعبي البولينج في العالم، وذلك عندما جاء في المركز الثالث 139.7 كيلومتر/ساعة في مباراة البولينج السريع في مدينة بيرث، ليأتي بعد كل من جيف طومسون وميشيل هولدينج، وقبل دينيس ليلي وجارس لي روكس وأندي روبرتس. كما حقق خان تصنيف تيست كريكيت بولينج بواقع 922 نقطة ضد الهند في 31 يناير عام 1983. تصنيف مباريات بولينج تيست آل تيم (All Time Test) لمستوى الأداء لمجلس الكريكيت الدولي كان الأعلى في ذلك الوقت.
حقق خان ثلاثي التفوق في كل من البولينج والباتينج (محققاً 3000 رمية، و300 ويكيت) في 75 مباراة تيست، أسرع ثاني رقم مسجل بعد لان بوتهام بواقع 72 تيست. كما عين - بما أنه لديه أعلى متوسط في الباتينج بواقع 61.86 - لاعبا ضارباً للكرة في التيست في المركز السادس لترتيب الضرب. لعب خان آخر مباراة تيست لصالح باكستان في يناير 1992 ضد سيريلانكا في مدينة فيصل أباد. تقاعد خان نهائياً من لعبة الكريكيت بعد ستة أشهر من مباراة وان داي إنترناشيونال الأخيرة له (ODI)؛ نهائيات كأس العالم التاريخي عام 1992 ضد إنجلترا في مدينة ملبورن في أستراليا. وقد أنهى مسيرته بـ 88 مباراة تيست، و126 جولة، وسجل 3807 رمية بمتوسط 37.69، شمل ذلك ست دول و18 خمسيني، وكانت أعلى درجة له 136 رمية. وكلاعب بولينج فقد حقق 362 ويكيت في التيست كريكيت، ما جعله أول باكستاني يحقق ذلك، والرابع على مستوى العالم. في مباريات وان داي إنترناشيونال لعب 172 مباراة، وسجل 3709 رمية، بمتوسط 33.41، ولم يزد أعلى عدد أهداف له عن 102. ووقفت أفضل لعبة بولينج موثقة له في وان داي إنترناشيونال عند 6 ويكيت، لأربعة عشر رمية.

### قيادة الفريق

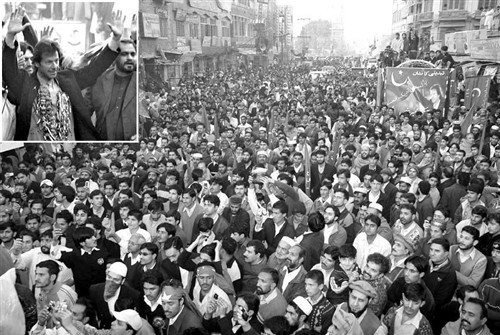
صورة لعمران خان وهو يلقي خطابًا في بيشاور

في ذروة حياته المهنية في عام 1982 تسلم خان قيادة فريق الكريكيت الباكستاني وهو في سن الثلاثين من جاويد ميانداد. ويستعيد ذكرياته في عدم ارتياحه لدوره الجديد، فقد قال لاحقاً: عندما أصبحت قائداً للفريق لم يكن بوسعي الحديث إلى الفريق مباشرة، فقد كنت خجولا جداً، كان علي أن أخبر المدير، قلت: اسمعني، هل يمكنك التحدث إليهم بما أريد أن أقوله للفريق. وأعني هنا اجتماعات الفريق الأولى، فقد كنت خجولا ومرتبكا، لم يكن بوسعي الحديث إلى الفريق. وكقائد لعب خان 48 مباراة تيست بواسطة فريق باكستان، فاز في 14 منها وخسر 8 وانتهت الـ 26 الأخرى بالتعادل. كما لعب 139 مباراة وان داي إنترناشيونال، فاز في 77، وخسر 57، وانتهت مباراة بالتعادل.

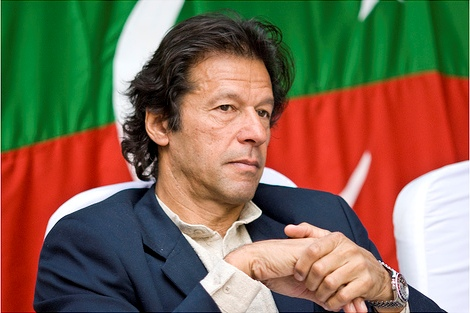
عمران خان.

وفي ثاني مباراة للفريق تحت قيادته، قادهم خان إلى أول فوز له في مباراة تيست على أرض إنجليزية منذ 28 عاماً في ملعب لودز. كانت السنة الأولى لخان في قيادة الفريق هي قمة تراثه كلاعب بولينج سريع ومتعدد المهارات كذلك. فقد سجل أفضل مباراة بولينج تيست في مجاله عند أخذ 8 ويكيت لـ 85 رمية ضد سيريلانكا في مدينة لاهور عام 1981- 1982. كما تفوق في كل من البولينج والباتينج في المتوسطات ضد إنجلترا في ثلاث مباريات تيست متوالية عام 1982، حيث أصاب 21 ويكيت ومسجلا في المتوسط 56 بالمضرب. وفي وقت لاحق من العام نفسه سجل أداءً عالياً معترفا به في سلسلة المباريات المحلية ضد الفريق الهندي القوي، وذلك من خلال إصابة 40 ويكيت في ست مباريات تيست بمتوسط 13.95. وبنهاية تلك السلسلة في عام 1982- 83 كان خان قد أحرز 88 ويكيت في 13 مباراة تيست على مدار فترة عام واحد من توليه قيادة الفريق.
ومع ذلك، فنفس تلك السلسلة من مباريات التيست ضد الهند أسفرت عن إصابة خان بكسر في قصبة ساقه نتيجة الإجهاد، ما أبعده عن الكريكيت لمدة زادت على العامين. وقد مولت الحكومة الباكستانية علاجا تجريبياً ساعده على التعافي بنهاية عام 1984، ومن ثم حقق عودة ناجحة إلى الكريكيت الدولي في الجزء الثاني من موسم عام 1984- 85.
ففي عام 1987 قاد خان باكستان إلى سلسلتها الأولى من مباريات التيست الناجحة في الهند، والتي تلاها أول انتصار متتالي لباكستان في إنجلترا في العام نفسه. خلال عقد الثمانينات سجل فريقه أيضا ثلاثة انتصارات كبيرة ضد فريق كريكيت الهند الغربية، وفي عام 1987 استضافت الهند وباكستان بطولة كأس العالم، لكن أحداً منهما لم يتجاوز الدور قبل النهائي. وبنهاية كأس العالم اعتزل خان الكريكيت الدولي. وفي عام 1988 طلب منه الرئيس الباكستاني الجنرال ضياء الحق العودة لقيادة الفريق، وفي 18 يناير أعلن قراره بالانضمام إلى الفريق. وبعيد عودته إلى قيادة الفريق سرعان ما قاد الفريق إلى انتصارات أخرى في جزر الهند الغربية، ويعلق على ذلك قائلاً: «حقا لقد كانت آخر مرة ألعب بولينج بشكل جيد». وقد أعلن أنه رجل السلاسل (Man of the Series) ضد جزر الهند الغربية، وذلك في عام 1988، عندما أحرز 23 ويكيت في ثلاث مباريات تيست.
ظهرت مهارات خان المهنية العالية كقائد ولاعب كريكيت عندما قاد باكستان إلى النصر في كأس العالم للكريكيت عام 1992. خان الذي كان يلعب مع فريق باتينج هش، رقى نفسه كضارب كرة (batsmen) وذلك ليلعب في ترتيب متقدم جنباً إلى جنب مع جاويد ميانداد، لكن مساهماته كلاعب بولينج كانت قليلة. سجل خان وهو في سن التاسعة والثلاثين أعلى رمية لضارب كرة باكستاني، وأخذ آخر ويكيت فائزة بنفسه. ومَثّل قبول خان لكأس العالم منفعة للفريق الباكستاني، ومع ذلك فقد تعرض للنقد. وقد قيل إن قرار خان ألا يذكر زملاءه ودولته في خطابه للقبول، وتسليطه الضوء على نفسه وزيارته المرتقبة لمستشفى السرطان بدلاً من ذلك أزعج وضايق الكثير من المواطنين. وقد أثار استخدام الضمائر: أنا وإياي وملكي مشاعر الجميع، اقرأ افتتاحية صحيفة دايلي ناشيونال، والتي علقت على الخطاب بـ «ملاحظة متضاربة» (jarring note).

### ما بعد التقاعد
في عام 1994 اعترف خان بأنه خلال مباريات التيست أحياناً ما خدش جانب الكرة ورفع الدرز. وأضاف: «مرة واحدة فقط استخدمت هدفاً. عندما لعب فريق ساسيكس في هامبشاير عام 1981 لم تكن الكرة منحرفة على الإطلاق. حصلت على مركز الرجل الثاني عشر للخروج إلى رأس الزجاجة، وبدأت في التحرك كثيرا». في عام 1996 نجح خان في الدفاع عن نفسه في دعوى التشهير التي رفعها عليه الكابتن الإنجليزي السابق واللاعب المتعدد المهارت لان بوتهام واللاعب ألان لامب بشأن التعليقات التي ادعوا أن خان قام بها في مقالين عن العبث بالكرة المذكور أعلاه ومقال آخر نشر في مجلة هندية هي: إنديا توداي. زعموا في المقال الأخير المنشور أن خان أطلق على اثنين من لاعبي الكريكيت «أنهم عنصريين وناقصي تعليم ومن فئة أدنى». واحتج خان بأنه أسيء نقلها، قائلا: إنه كان يدافع عن نفسه بعد أن عبث بالكرة في مباراة محلية منذ 18 عاماً. فاز خان في قضية التشهير التي صنفها القاضي بأنها ممارسة لا جدوى منها كلية، وذلك بأغلبية من هيئة المحلفين بنسبة 2- 10.
منذ تقاعده أخذ خان في كتابة مقالات رأي في صحف متنوعة؛ إنجليزية وآسيوية، خاصة فيما يتعلق بفريق الوطني الباكستاني. وقد نشرت إسهاماته في مجلات أوت لوك الهندية، الجارديان، الإندبندنت، الدايلي تيليجراف. كما ظهر خان أحيانا كمعلق كريكيت على الشبكات الرياضية الآسيوية والإنجليزية، بما في ذلك إذاعة بي بي سي الناطقة بالأردية، وشبكة ستار تي في. في عام 2004، عندما قام فريق الكريكيت الهندي بجولة في باكستان بعد 14 عاماً، كان خان المعلق على البث الخاص المباشر على شبكة تي أي إن سبورت، وسترايت درايفر (Straight Drive) بينما كان كاتب عمود في شبكة (sify.com) وحتى عام 2005 في سلسلة مباريات التيست الهندية الباكستانية. قدم تحليلاً لكل دورة كأس عالم في لعبة الكريكيت منذ عام 1992، والذي يتضمن تقديم ملخصات للمباريات لإذاعة البي بي سي خلال كأس العالم عام 1999.

## العمل الاجتماعي
بعد تقاعده من لعبة الكريكيت عام 1992، ركز خان جهوده على العمل الاجتماعي وحده لأكثر من أربعة سنوات. وبحلول عام 1991، كان قد أسس مستشفى ومركز أبحاث السرطان التذكاري، وهي منظمة خيرية تحمل اسم والدته السيدة شوكت خانوم. وكنتيجة للمساعي الأولية، دشّن خان المستشفى الأول والوحيد للسرطان في باكستان، والذي شيدت باستخدام أموال التبرعات التي زادت على 25 مليون دولار قام خان بجمعها من شتى أنحاء العالم. وقد استلهم فكرة مركز أبحاث ومستشفى سرطان شوكت خانوم التذكاري من والدته التي توفيت متأثرة بهذا المرض، وهو مستشفى سرطان خيري يتحمل 75 في المائة من تكلفة العلاج، وافتتح في لاهور في 29 ديسمبر عام 1994. ويشغل خان حاليا رئيس مجلس إدارة المستشفى، وهو مستمر في جمع الأموال من خلال التبرعات الخيرية والعامة. خلال عقد التسعينيات عمل خان كممثل خاص للرياضة بمنظمة اليونيسيف، وبرامج تحسين الصحة والتحصين في بنجلاديش وباكستان وسريلانكا وتايلاند.
وفي 27 أبريل افتتحت كلية تقنية في مقاطعة ماينوالي أطلق عليها اسم كلية نامال (Namal College) وهي من بنات أفكار خان. تم بناء كلية نامال من خلال صندوق ميانوالي الإنمائي (MDT) برئاسة خان، وتم عمل ربط مع جامعة برادفورد في ديسمبر 2005. ويبني خان حالياً مستشفى سرطان آخر في كراتشي مقتديا بمؤسسته الناجحة في لاهور كنموذج. وأثناء وجوده في لندن يعمل مع مؤسسة كريكت اللورد تافيرنرز الخيرية.

## الفكر السياسي
استنادا في نموذجه الأوسع إلى الشاعر والفيلسوف محمد إقبال والكاتب وعالم الاجتماع الإيراني علي شريعتي الذي صادفه في شبابه يوصف خان عموما بأنه قومي وشعبوي. يتضمن برنامج خان السياسي وتصريحاته: القيم الإسلامية التي أعاد تكريس نفسه لها في التسعينيات. الاقتصاد الليبرالي مع الوعد بتحرير الاقتصاد وإنشاء دولة الرفاهية والحد من البيروقراطية وتنفيذ قوانين مكافحة الفساد لإنشاء وضمان حكومة نظيفة وإنشاء سلطة قضائية مستقلة وإصلاح نظام الشرطة في البلاد وورؤية غير عسكرية لباكستان ديمقراطية.

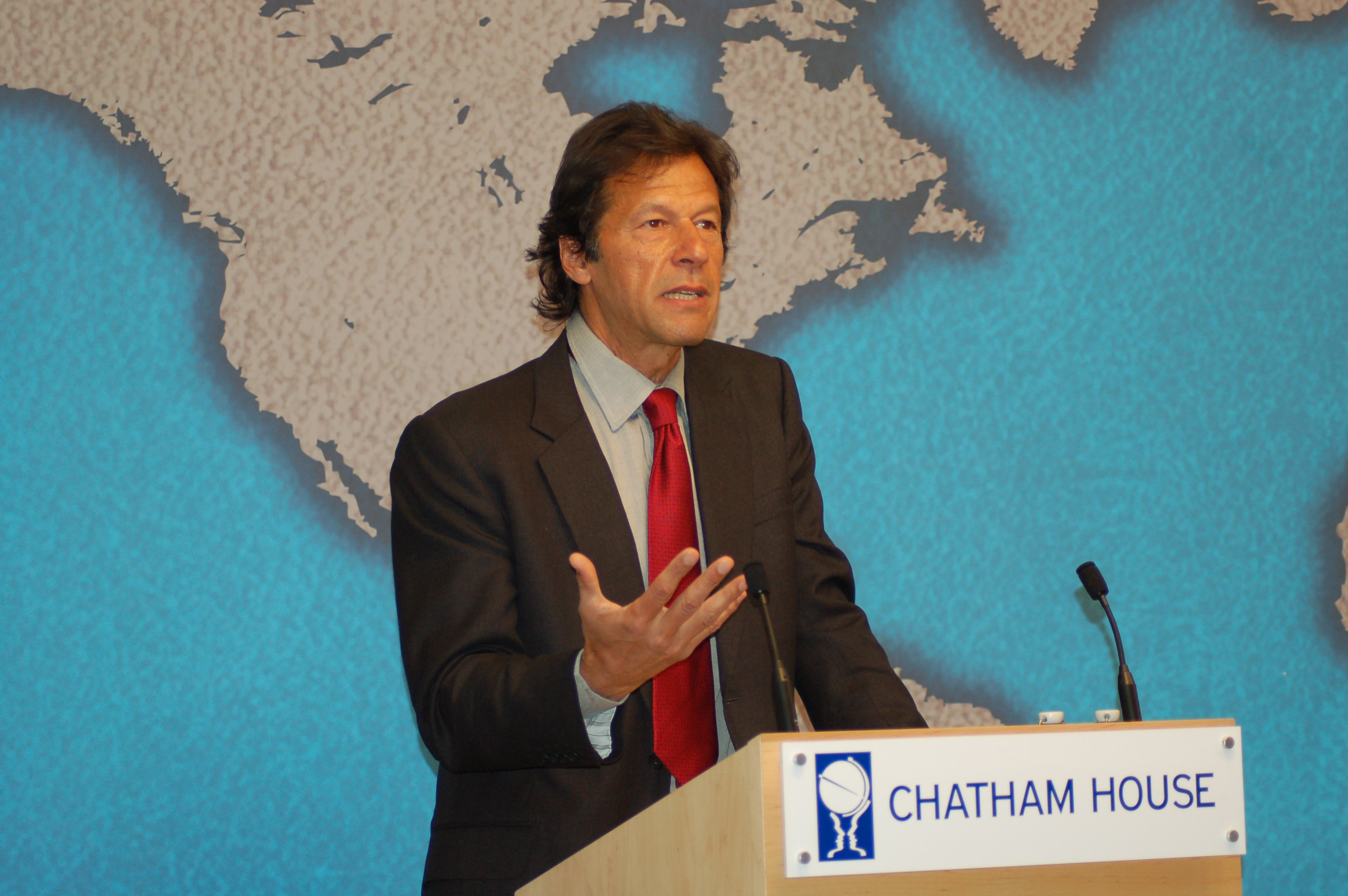
عمران خان يتحدث في تشاتام هاوس في لندن.

طالب خان علنا باعتذار باكستاني تجاه الشعب البنغلاديشي عن الفظائع التي ارتكبت في عام 1971 ووصف عملية عام 1971 بأنها «خطأ فادح» وشبهها بالتعامل اليوم مع البشتون في الحرب على الإرهاب. إلا أنه انتقد مرارا محاكمات جرائم الحرب في بنجلاديش لصالح المدانين. كثيرا ما يتم الاستهزاء بخان على أنه «طالبان خان» بسبب موقفه السلمي فيما يتعلق بالحرب في شمال غرب باكستان. يؤمن بالمفاوضات مع طالبان وانسحاب الجيش الباكستاني من المناطق القبلية الخاضعة للإدارة الاتحادية. وهو يعارض ضربات الطائرات الأمريكية بدون طيار ويخطط لفك ارتباط باكستان بالحرب التي تقودها الولايات المتحدة على الإرهاب. يعارض خان أيضا جميع العمليات العسكرية تقريبا بما في ذلك حصار مسجد لال.
في عام 2010 قال خان في مقابلة: «لقد نشأت أكره الهند لأنني نشأت في لاهور وكانت هناك مذابح عام 1947 والكثير من إراقة الدماء والغضب. ولكن عندما بدأت القيام بجولة في الهند حصلت على حبهم وصداقتهم مما جعل الكراهية تختفي لدي».
في أغسطس 2012 أصدرت حركة طالبان الباكستانية تهديدات بالقتل إذا مضى في مسيرته إلى معقلهم القبلي على طول الحدود الأفغانية للاحتجاج على هجمات الطائرات الأمريكية بدون طيار لأنه يطلق على نفسه اسم «ليبرالي» وهو مصطلح يربطونه بنقص المعتقد الديني في 1 أكتوبر 2012 قبل خطته لإلقاء خطاب في حشد في جنوب وزيرستان قال كبار قادة طالبان الباكستانية بعد اجتماع برئاسة زعيم طالبان حكيم الله محسود أنهم عرضوا الآن على خان المساعدة الأمنية للتجمع بسبب معارضة خان لهجمات الطائرات بدون طيار في باكستان عكس موقفهم السابق.
في عام 2014 عندما أعلنت حركة طالبان الباكستانية الكفاح المسلح ضد المسلمين الإسماعيليين (شجبهم بأنهم غير مسلمين) وشعب كيلاش أصدر خان بيانا وصف فيه «التحويلات القسرية بأنها غير إسلامية». كما أدان حوادث التحول القسري للفتيات الهندوسات في السند. ينظر خان إلى قضية كشمير على أنها قضية إنسانية وليس نزاع إقليمي بين دولتين (الهند وباكستان). كما اقترح إجراء محادثات سرية لتسوية القضية لأنه يعتقد أن المصالح الخاصة لكلا الجانبين ستحاول تقويضها. واستبعد الحل العسكري للصراع ونفى احتمال اندلاع حرب رابعة بين الهند وباكستان على المنطقة الجبلية المتنازع عليها.
في 8 يناير 2015 زار خان سفارتي إيران والمملكة العربية السعودية في إسلام أباد والتقى برؤساء اللجان الخاصة بهم لفهم مواقفهم من الصراع الذي اجتاح كلا البلدين بعد إعدام الشيخ نمر النمر من قبل المملكة العربية السعودية. وحث حكومة باكستان على لعب دور إيجابي لحل المسألة بين البلدين. بعد أن أصدر البرلمان قرار بالإجماع يمنع باكستان من المشاركة في الحرب في اليمن في أبريل 2015 قال خان أن حزبه مسؤول عن «العديد من البنود الحاسمة» في القرار. في يوليو 2018 فعّل البنك الإسلامي للتنمية ومقره السعودية مرفق تمويل نفطي بقيمة 4.5 مليار دولار لباكستان.
بعد نتيجة الانتخابات العامة الباكستانية 2018 قال عمران خان إنه سيحاول إعادة تشكيل باكستان على أساس أيديولوجية محمد علي جناح. وفي عام 2022 تم احتجازه بسبب عدد كبير من الاتهامات الموجهة له.وفي يناير 2024 أصدرت محكمة باكستانية حكماً بتجريد حزب عمران خان من رمزه الانتخابي. وفي 30 يناير 2024 قضت محكمة باكستانية بالسجن 10 أعوام على رئيس الوزراء السابق عمران خان بتهمة تسريب أسرار الدولة.، وفي 3 يونيو 2024 أصدرت المحكمة الباكستانية العليا قراراً يقضي بتبرئة عمران خان من قضية الخيانة التي أدين بها سابقاً والمتعلقة بتهريب أسرار الدولة.
وفي 31 يناير 2024 صدر حكم من محكمة مكافحة الفساد في إسلام آباد بالسحن لمدة 14عام على عمران خان وزوجته في قضية تتعلق ببيع هدايا الدولة. وفي 1 أبريل 2024 قال حزب حركة الإنصاف الذي ينتمي إليه خان، أن محكمة باكستانية قبلت استئنافه على إدانته بالكسب غير المشروع وأوقفت تنفيذ حكم بسجنه 14 عاماً.
وفي 3 فبراير 2024، قضت محكمة باكستانية، بسجن رئيس الوزراء السابق عمران خان وزوجته بشرى خان لمدة سبع سنوات، مع فرض غرامة بعد أن حكمت بأن زواجهما في عام 2018 ينتهك القانون. وفي 13 يوليو 2024 برأت محكمة باكستانية عمران خان وزوجته الثالثة من تهم الزواج غير الشرعي، لكن لن يطلق سراحه بعد أن أصدرت السلطات أوامر جديدة باحتجازه.
وفي 27 فبراير 2024 قالت حركة الإنصاف الحزب الذي ينتمي إليه عمران خان إن محكمة باكستانية وجهت لائحة اتهامات لخان وزوجته الثالثة بشرى بيبي بالحصول على رشوة عبارة عن قطعتي أرض وذلك في إساءة لاستخدام سلطاته خلال فترة رئاسته للوزراء.

## المسيرة السياسية

### السنوات الأولى

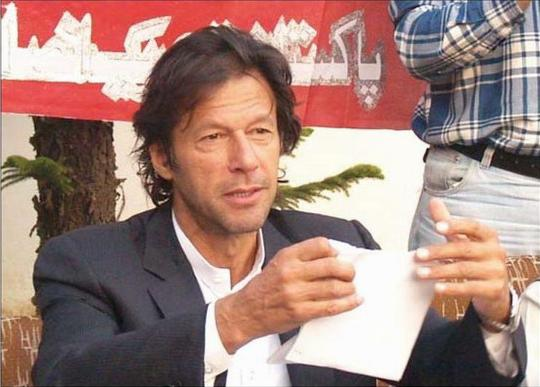
خان يمزق ورقة ترشيحه للجمعية الوطنية في مؤتمر صحفي وقاطع انتخابات 2008.

عُرض على خان مناصب سياسية أكثر من عدة مرات خلال مسيرته في لعبة الكريكيت. في عام 1987 عرض عليه الرئيس آنذاك محمد ضياء الحق منصبا سياسيا في الرابطة الإسلامية الباكستانية لكنه رفض ذلك. كما تمت دعوته من قبل نواز شريف للانضمام إلى حزبه السياسي.
في عام 1993 تم تعيين خان كسفير للسياحة في الحكومة المؤقتة برئاسة معين الدين أحمد قرشي وتولى المنصب لمدة ثلاثة أشهر حتى حل الحكومة.
في 25 أبريل 1996 أسس خان حزب سياسي حركة الإنصاف الباكستانية. ترشح لمقعد الجمعية الوطنية الباكستانية في الانتخابات العامة الباكستانية 1997 كمرشح عن حركة الإنصاف الباكستانية من دائرتي ميانوالي ولاهور لكنه لم ينجح وخسر كلا المقعدين لمرشحي حزب الرابطة الإسلامية الباكستانية (شمال).
دعم خان الانقلاب العسكري للجنرال برويز مشرف عام 1999 معتقدا أن مشرف «سينهي الفساد ويقضي على المافيات السياسية». وطبقا لخان فقد كان اختيار مشرف لرئاسة الوزراء عام 2002 لكنه رفض العرض. شارك خان في الانتخابات العامة الباكستانية في أكتوبر 2002 والتي جرت عبر 272 دائرة انتخابية وكان مستعدا لتشكيل ائتلاف إذا لم يحصل حزبه على أغلبية الأصوات. انتخب من ميانوالي. في استفتاء عام 2002 دعم خان الدكتاتور العسكري الجنرال مشرف بينما أعلنت جميع الأحزاب الديمقراطية السائدة أن الاستفتاء غير دستوري. كما عمل أيضا كجزء من اللجان الدائمة حول كشمير والحسابات العامة. في 6 مايو 2005 ورد ذكر خان في صحيفة النيويوركر باعتباره «المسؤول المباشر الأكبر» عن لفت الانتباه في العالم الإسلامي إلى قصة نيوزويك حول الانتهاك المزعوم للقرآن في سجن عسكري أمريكي في قاعدة غوانتانامو في كوبا. في يونيو 2007 واجه خان معارضين سياسيين داخل البرلمان وخارجه.
في 2 أكتوبر 2007 كجزء من الحركة الديمقراطية لجميع الأحزاب انضم خان إلى 85 عضوا برلمانيا آخر للاستقالة من البرلمان احتجاجا على الانتخابات الرئاسية المقرر إجراؤها في 6 أكتوبر والتي كان الجنرال مشرف يخوضها دون أن يستقيل من منصب قائد الجيش. في 3 نوفمبر 2007 تم وضع خان تحت الإقامة الجبرية بعد أن أعلن الرئيس مشرف حالة الطوارئ في باكستان. فيما بعد هرب خان واختبأ. في النهاية خرج من مخبأه في 14 نوفمبر لينضم إلى احتجاج طلابي في جامعة البنجاب. في المسيرة تم القبض على خان من قبل الطلاب النشطاء من جمعية الطلبة الإسلامية وعومل بقسوة. تم القبض عليه أثناء الاحتجاج وتم إرساله إلى سجن ديرا غازي خان في إقليم البنجاب حيث أمضى بضعة أيام قبل إطلاق سراحه.
في 30 أكتوبر 2011 خاطب خان أكثر من 100000 من أنصاره في لاهور متحديا سياسات الحكومة واصفا هذا التغيير الجديد بـ «تسونامي» ضد الأحزاب الحاكمة في كراتشي في 25 ديسمبر 2011. منذ ذلك الحين أصبح خان يمثل تهديدا حقيقيا للأحزاب الحاكمة وآفاقا سياسية مستقبلية في باكستان. وفقا لمسح أجراه المعهد الجمهوري الدولي يتصدر حزب حركة الإنصاف الباكستانية قائمة الأحزاب الشعبية في باكستان على المستويين الوطني والإقليمي.

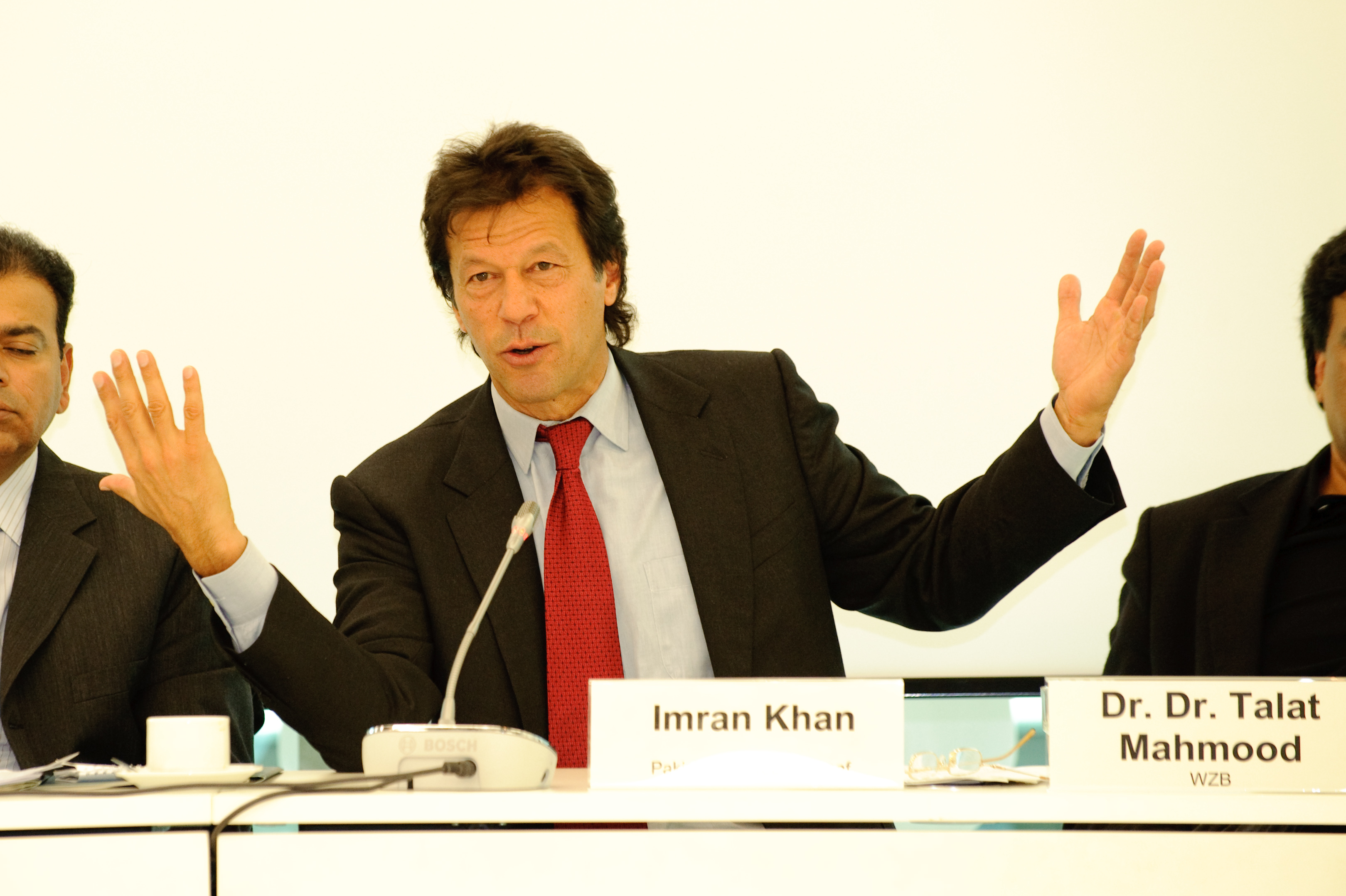
عمران خان في مؤتمر "حكم القانون: حالة باكستان" الذي نظمته مؤسسة هاينريش بول في برلين.

في 6 أكتوبر 2012 انضم خان إلى قافلة سيارات للمتظاهرين من إسلام آباد إلى قرية كوتي في منطقة جنوب وزيرستان الباكستانية ضد الهجمات الصاروخية الأمريكية بطائرات بدون طيار. في 23 مارس 2013 قدم خان قرار نايا باكستان (باكستان الجديدة) في بداية حملته الانتخابية. في 29 أبريل وصفت صحيفة ذا أوبزرفر خان وحزبه حركة الإنصاف الباكستانية بأنهم المعارضة الرئيسية للرابطة الإسلامية الباكستانية - نواز. بين عامي 2011 و 2013 بدأ خان ونواز شريف في الاشتباك مع بعضهما البعض في نزاع مرير. نما التنافس بين الزعيمين في أواخر عام 2011 عندما خاطب خان أكبر حشد له في منارة باكستان في لاهور. اعتبارا من 26 أبريل 2013 في الفترة التي سبقت الانتخابات بدأ كل من حزب الرابطة الإسلامية الباكستانية - جناح نواز وحزب الإنقاذ في انتقاد بعضهما البعض.

### حملة انتخابات 2013

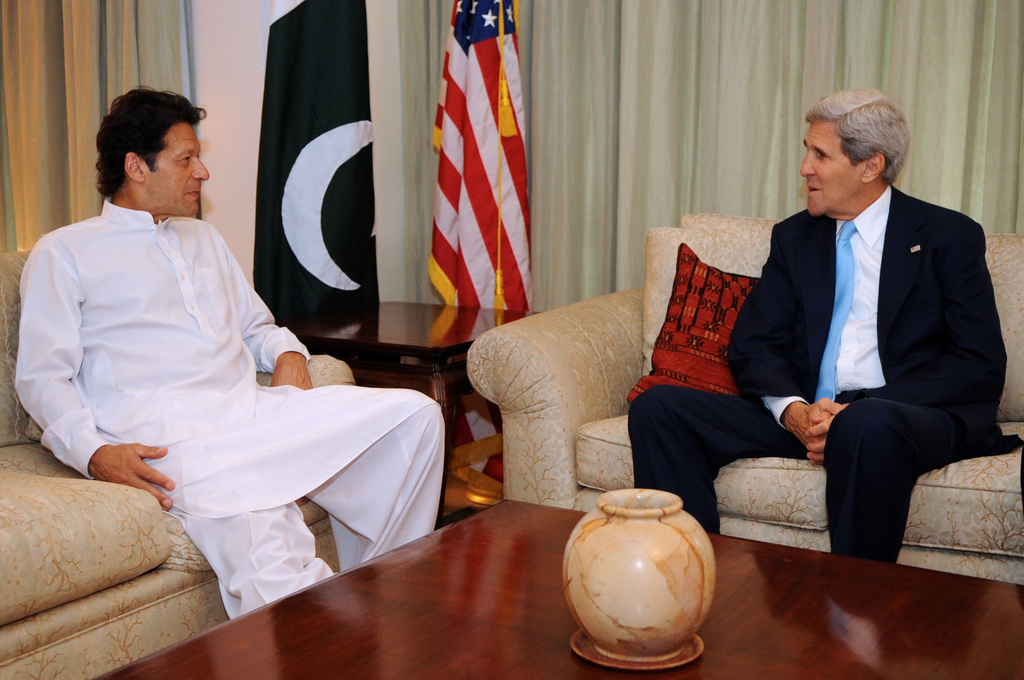
خان مع وزير الخارجية الأمريكي جون كيري بعد انتخابات 2013.

في 21 أبريل 2013 أطلق خان حملته الأخيرة للعلاقات العامة لانتخابات 2013 من لاهور حيث خاطب آلاف المؤيدين في المركز التجاري. أعلن خان أنه سيسحب باكستان من الحرب التي تقودها الولايات المتحدة على الإرهاب وإحلال السلام في الحزام القبلي البشتوني. وألقى كلمة في اجتماعات عامة مختلفة في مدن مختلفة من خيبر باختونخوا وأجزاء أخرى من البلاد حيث أعلن أن حركة الإنصاف الباكستانية ستقدم نظاما تعليميا موحدا يتمتع فيه أبناء الأغنياء والفقراء بفرص متساوية. أنهى خان حملته في جنوب البنجاب من خلال إلقاء كلمة في التجمعات في مختلف مدن حزام سيريكي.
أنهى خان الحملة بإلقاء كلمة أمام حشد من المؤيدين في إسلام أباد عبر رابط فيديو بينما كان مستلقيا على سرير في مستشفى في لاهور. أظهر الاستطلاع الأخير الذي أجرته صحيفة «ذا هيرالد» قبل الانتخابات أن 24.98 بالمائة من الناخبين يخططون على المستوى الوطني للتصويت لحزبه بفارق بسيط خلف رئيس الوزراء السابق نواز شريف من حزب الرابطة الإسلامية الباكستانية - نواز. في 7 مايو قبل أربعة أيام فقط من الانتخابات نُقل خان إلى مستشفى شوكت خانم في لاهور بعد أن سقط من رافعة شوكية على حافة منصة وسقط رأسه على الأرض. أجريت انتخابات 2013 في باكستان في 11 مايو 2013 في جميع أنحاء البلاد. أسفرت الانتخابات عن أغلبية واضحة للرابطة الإسلامية الباكستانية (شمال). برز حزب حركة الإنصاف الباكستانية التابع لخان باعتباره ثاني أكبر حزب من خلال التصويت الشعبي على المستوى الوطني بما في ذلك كراتشي. فاز حزب حركة الإنصاف الباكستانية الذي ينتمي إليه خان بـ 30 مقعدا برلمانيا منتخبا بشكل مباشر وأصبح ثالث أكبر حزب في الجمعية الوطنية بعد حزب الشعب الباكستاني الذي حل في المرتبة الثانية.

### في المعارضة
قاد خان عن طريق حركة الإنصاف الباكستانية حزب المعارضة في البنجاب والسند. أصبح خان الزعيم البرلماني لحزبه. في 31 يوليو 2013 صدر بحق خان إشعار ازدراء للمحكمة بزعم انتقاده القضاء الأعلى واستخدامه للكلمة «عار على القضاء». تم سحب الإشعار بعد أن قدم خان أمام المحكمة العليا بأنه انتقد القضاء الأدنى على أفعالهم خلال الانتخابات العامة في مايو 2013 بينما كان هؤلاء الضباط القضائيين يعملون كضباط عائدين. انقض حزب خان على شمال غرب خيبر بختونخوا الذي ضربه المسلحون وشكلوا حكومة المقاطعة. قدمت حكومة خيبر بختونخوا بقيادة حزب العدالة والتنمية ميزانية متوازنة معفاة من الضرائب للسنة المالية 2013-14.
يعتقد خان أنه يمكن وقف الأنشطة الإرهابية التي تقوم بها حركة طالبان باكستان من خلال الحوار معهم بل وعرض فتح مكتب في مقاطعة خيبر بختونخوا. واتهم الولايات المتحدة بتخريب جهود السلام مع حركة طالبان الباكستانية بقتل زعيمها حكيم الله محسود. وطالب الحكومة بإغلاق خط إمداد الناتو انتقاما لمقتل زعيم حركة طالبان باكستان.
في 13 نوفمبر 2013 أمر خان بصفته زعيم الحزب برويز ختك بإقالة وزراء حزب الشعب الباكستاني الذين يُزعم أنهم متورطون في الفساد. تم إقالة بخت بيدر وإبرار حسن كامولي من حزب الشعب الباكستاني وزيرا القوى العاملة والصناعة والغابات والبيئة على التوالي. أمر خان رئيس الوزراء مقاطعة خيبر بختونخوا بإنهاء التحالف مع حزب الشعب الباكستاني. كما قام رئيس الوزراء مقاطعة خيبر بختونخوا بإقالة وزير الاتصالات والأشغال في حزب الإنصاف الباكستانية يوسف أيوب خان بسبب شهادة مزورة.
بعد مرور عام على الانتخابات في 11 مايو 2014 زعم خان أنه تم تزوير الانتخابات العامة لعام 2013 لصالح حزب الرابطة الإسلامية الباكستانية الحاكم. في 14 أغسطس 2014 قاد عمران خان حشدا من المؤيدين من لاهور إلى إسلام أباد للمطالبة باستقالة رئيس الوزراء نواز شريف والتحقيق في التزوير الانتخابي المزعوم. تعرضت قافلة في طريقها إلى العاصمة خان لهجوم بالحجارة من أنصار حزب الرابطة الإسلامية (شمال) في جوجرانوالا ومع ذلك لم تكن هناك وفيات. وبحسب ما ورد تعرض خان للهجوم بالبنادق مما أجبره على السفر في مركبة واقية من الرصاص. في 15 أغسطس دخل المتظاهرون بقيادة خان العاصمة وبعد بضعة أيام ساروا إلى المنطقة الحمراء شديدة الحراسة وفي 1 سبتمبر 2014 وفقا لقناة الجزيرة حاول المتظاهرون اقتحام المقر الرسمي لرئيس الوزراء نواز شريف مما أدى إلى اندلاع أعمال العنف. قُتل ثلاثة أشخاص وأصيب أكثر من 595 شخصا بينهم 115 ضابط شرطة. قبل أعمال العنف التي أدت إلى سقوط قتلى طلب خان من أتباعه اتخاذ القانون بأيديهم.
بحلول سبتمبر 2014 دخل خان في تحالف فعلي مع رجل الدين الكندي الباكستاني محمد طاهر القادري. كلاهما يهدف إلى حشد مؤيديهما لتغيير النظام. دخل خان في اتفاق مع إدارة شريف لإنشاء لجنة قضائية رفيعة المستوى من ثلاثة أعضاء سيتم تشكيلها بموجب مرسوم رئاسي. ستعلن اللجنة تقريرها النهائي. إذا وجدت اللجنة وجود نمط تزوير على مستوى الدولة مثبت فإن رئيس الوزراء سيحل المجالس الوطنية والإقليمية بموجب المادتين 58 (1) و 112 (1) من الدستور مما يعني أن رئيس الوزراء سيعين أيضا رئيس الوزراء الإعداد المؤقت بالتشاور مع زعيم المعارضة وسيتم إجراء انتخابات جديدة. كما التقى سيد مصطفى كمال عندما كان في المعارضة.

## الانتخابات العامة 2018
خاض عمران خان الانتخابات العامة من بانو وإسلام آباد وميانوالي ولاهور وكراتشي. وفقا للنتائج الرسمية المبكرة تقدم خان في الاستطلاع على الرغم من أن معارضته حزب الرابطة الإسلامية الباكستانية - جناح نواز زعم وجود تزوير واسع النطاق في التصويت وسوء التصرف الإداري. في 27 يوليو أعلن مسؤولو الانتخابات أن حزب خان قد فاز بـ 110 مقعدا من أصل 269 مقعدا مما أعطى حزب الإنصاف والمصالحة أغلبية في الجمعية الوطنية. في ختام الفرز في 28 يوليو أعلنت لجنة الانتخابات الباكستانية أن حزب حركة الإنصاف الباكستاني قد فاز بما مجموعه 116 من 270 مقعدا متنافسا عليها. أصبح خان أول شخص في تاريخ الانتخابات العامة الباكستانية تنافس وفاز في جميع الدوائر الانتخابية الخمس متجاوزا ذو الفقار علي بوتو الذي تنافس في أربع دوائر لكنه فاز في ثلاث دوائر في عام 1970.
في مايو 2018 أعلن حزب خان جدول أعمال 100 يوم لحكومة مستقبلية محتملة. تضمنت الأجندة إصلاحات شاملة في جميع مجالات الحكومة تقريبا بما في ذلك إنشاء مقاطعة جديدة في جنوب البنجاب والتتبع السريع لدمج المناطق القبلية الخاضعة للإدارة الفيدرالية في خيبر باختونخوا وتحسين حالة القانون والنظام في كراتشي وتحسين العلاقات مع القادة البلوش السياسيون.

### رد فعل ما بعد انتخابات 2018
زعم عدد من أحزاب المعارضة حدوث «تزوير كبير» لصالح خان وسط مزاعم بالتدخل العسكري في الانتخابات العامة. ادعى نواز شريف وحزبه الرابطة الإسلامية الباكستانية - نواز على وجه الخصوص أن مؤامرة بين القضاء والجيش قد أثرت على الانتخابات لصالح خان وحزب حركة الإنصاف الباكستانية. ومع ذلك رفضت لجنة الانتخابات مزاعم التزوير واعترف شريف وحزب الرابطة الإسلامية الباكستانية بالنصر لاحقا لخان على الرغم من «التحفظات» بشأن النتيجة. بعد يومين من إجراء الانتخابات العامة لعام 2018 أكد كبير مراقبي بعثة الاتحاد الأوروبي لمراقبة الانتخابات في باكستان مايكل غاهلر أن الوضع العام للانتخابات العامة كان مرضيا.

### خطاب النصر
خلال خطاب النصر الذي ألقاه وضع الخطوط العريضة لسياسة حكومته المستقبلية. وقال خان إن مصدر إلهامه هو بناء باكستان كدولة إنسانية على أساس مبادئ أول دولة إسلامية في المدينة المنورة. ووصف أن حكومته المستقبلية ستضع الفقراء وعامة الشعب في المقام الأول وستكون جميع السياسات موجهة نحو رفع مستويات المعيشة للفقراء. ووعد بفتح تحقيق في مزاعم التزوير. قال إنه يريد باكستان موحدة وسيحجم عن إيذاء خصومه السياسيين. سيكون الجميع متساوين بموجب القانون. ووعد بحكومة بسيطة وأقل تكلفة وخالية من الغرور المبهرج حيث سيتم تحويل منزل رئيس الوزراء إلى معهد تعليمي واستخدام منازل المحافظين للمنفعة العامة.
وفيما يتعلق بالسياسة الخارجية أشاد بالصين وأعرب عن أمله في إقامة علاقات أفضل مع أفغانستان والولايات المتحدة والهند. وفيما يتعلق بالشرق الأوسط قال إن حكومته ستسعى جاهدة لإقامة علاقة متوازنة مع السعودية وإيران.

### الترشيحات والتعيينات
في 6 أغسطس 2018 رشحه حزب حركة الإنصاف الباكستانية رسميا كمرشح لرئاسة الوزراء. قال في خطاب خلال ترشيحه إنه سيقدم نفسه للمساءلة العامة لمدة ساعة كل أسبوع يجيب خلالها على الأسئلة التي تطرحها الجماهير.
بعد الانتخابات قام خان ببعض التعيينات والترشيحات لشاغلي المناصب العامة على المستوى الوطني والإقليمي كرئيس للحزب الفائز. عين أسد عمر وزيرا للمالية في حكومة خان المستقبلية في الوسط. عين خان عمران إسماعيل لمنصب حاكم السند ومحمود خان كرئيس للوزراء المستقبلي لخيبر بختونخوا وشودري محمد سروار حاكما للبنجاب وأسد قيصر رئيس المجلس الوطني الباكستاني وشاه فرمان حكام خيبر بختونخوا. في بلوشستان قرر حزبه دعم حزب عوامي بلوشستان الذي رشح جام كمال خان لمنصب رئيس الوزراء ورئيس الوزراء السابق عبد القدوس بيزينجو لمنصب رئيس المجلس. رشح حزبه زعيم الرابطة الإسلامية الباكستانية (ق) ونائب رئيس الوزراء الباكستاني السابق برفيز إلهي لمنصب رئيس جمعية البنجاب. تم ترشيح عبد الرزاق داود لمنصب مستشار رئيس الوزراء للشؤون الاقتصادية. تم ترشيح قاسم خان سوري لمنصب نائب رئيس الجمعية الوطنية. تم ترشيح مشتاق أحمد غني ومحمود جان لمنصب رئيس مجلس النواب ونائب رئيس جمعية خيبر بختونخوا على التوالي. تم ترشيح دوست محمد مزاري نائبا لرئيس مجلس مقاطعة البنجاب. رشح خان سردار عثمان بوزدار لمنصب رئيس وزراء البنجاب. أعلن خان عن ترشيحه وقال إنه اختار بوزدار لأنه ينتمي إلى أكثر المناطق تخلفا في البنجاب. وفقا لبعض المصادر تم ترشيح بوزدار كترتيب مؤقت لأنه سيكون من الأسهل استبعاد شخص أقل شهرة عندما يكون سيد محمود قريشي جاهزا لشغل منصب رئيس الوزراء.

## رئيس وزراء باكستان

### أول 100 يوم

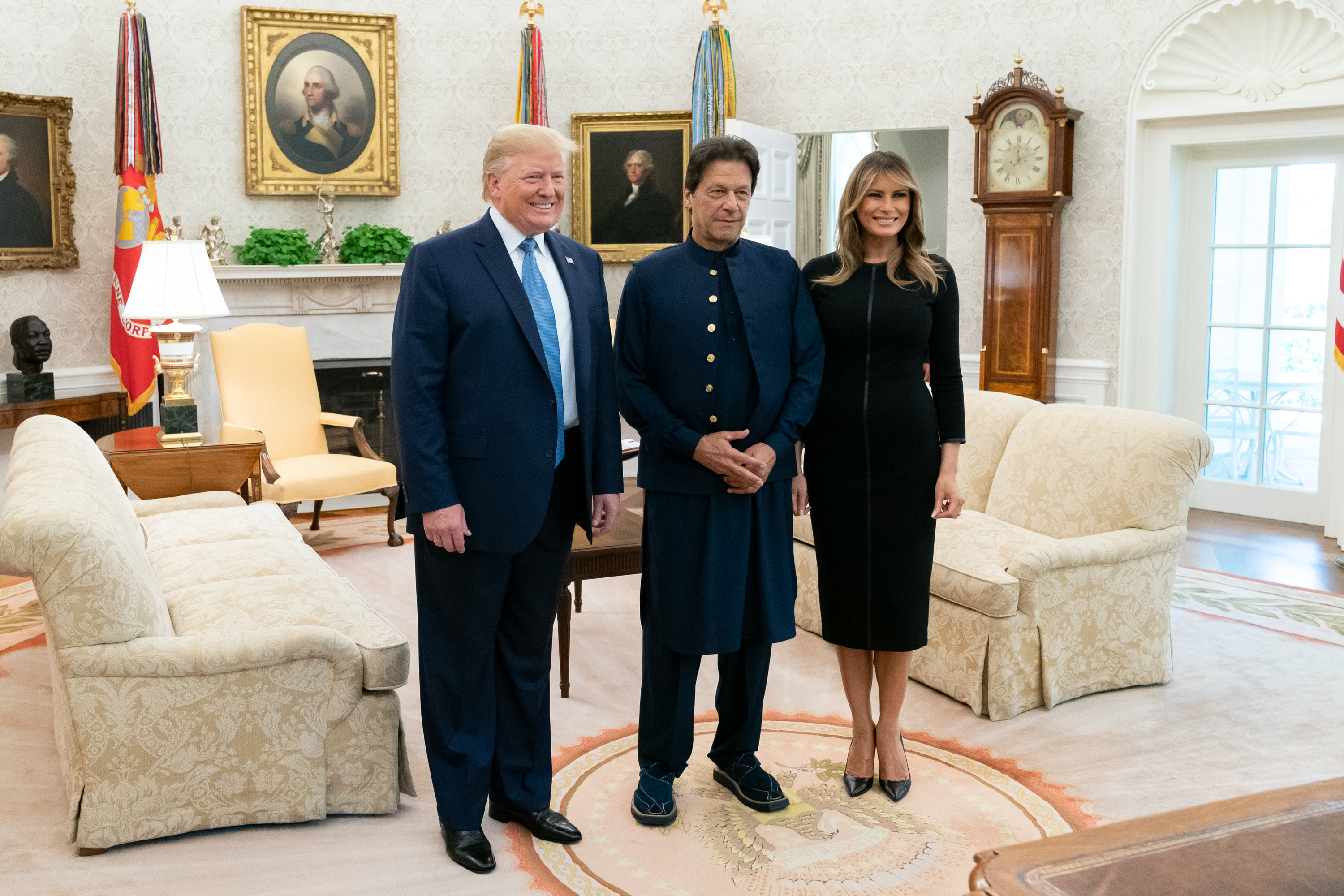
خان مع الرئيس الأمريكي دونالد ترامب والسيدة الأولى ميلانيا ترامب في البيت الأبيض في يوليو 2019.

في 17 أغسطس 2018 حصل خان على 176 صوتا وأصبح رئيس وزراء باكستان الثاني والعشرين وأدى اليمين الدستورية في 18 أغسطس 2018. أمر خان بإجراء تعديلات على أعلى مستوى في بيروقراطية البلاد بما في ذلك تعيين سهيل محمود وزيرا للخارجية ورضوان أحمد وزيرا للبحرية ونفيد كمران بالوش وزيرا للمالية. كان أول تعيين رئيسي له في الجيش الباكستاني هو الفريق عاصم منير في المنصب الرئيسي للمدير العام للاستخبارات الداخلية.
أعلن خان حكومته بعد وقت قصير من أداء القسم واختار إبقاء وزارة الداخلية لنفسه. رغم أنه عين فيما بعد إعجاز أحمد شاه وزيرا للداخلية. كان العديد من المعينين في السابق وزراء في عهد مشرف رغم أن بعضهم كانوا منشقين عن حزب الشعب اليساري. في 2019 التزم خان بتعديل وزاري كبير في وزارات الداخلية والمالية والإعلام والتخطيط.

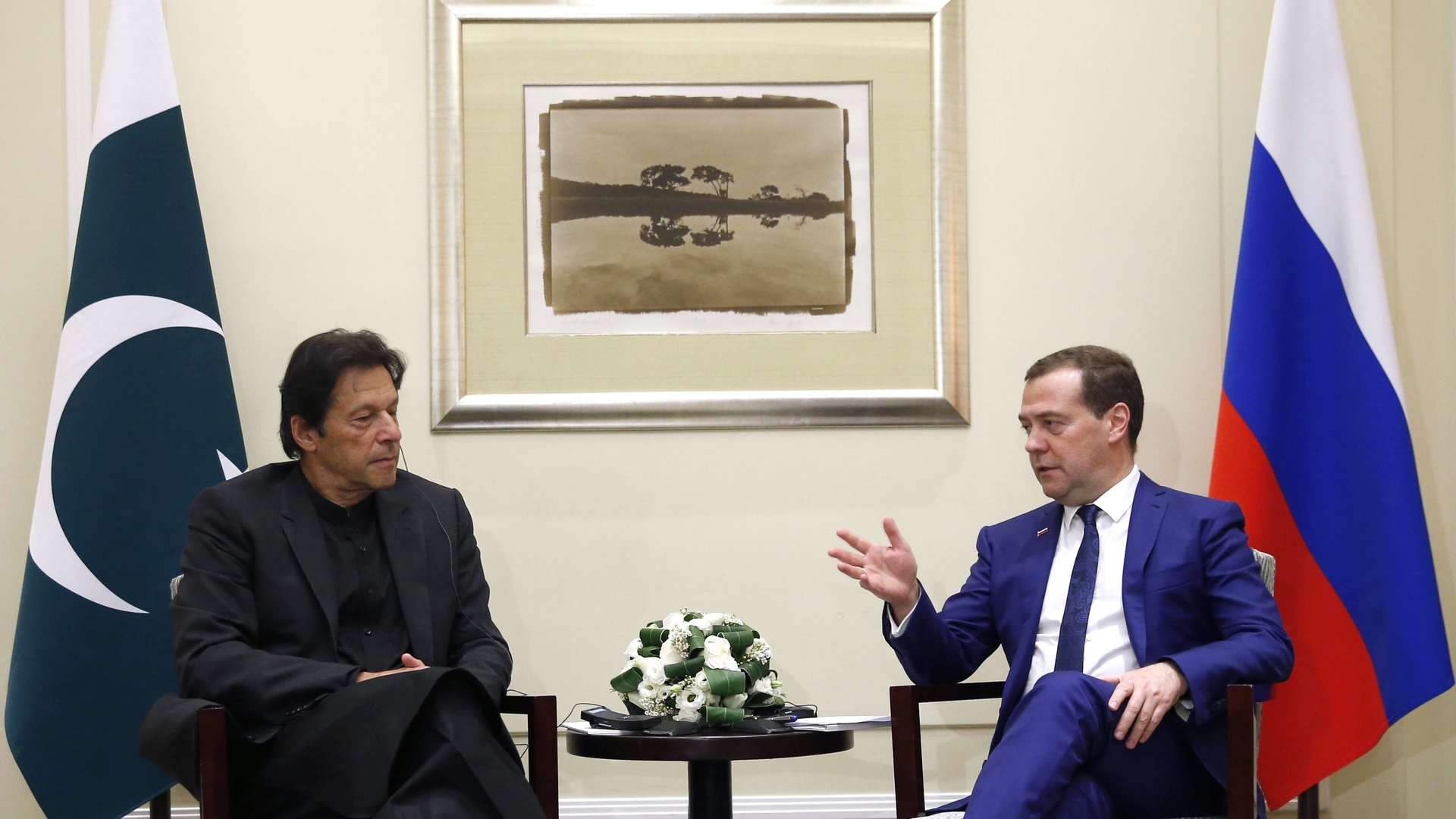
لقاء خان مع رئيس الوزراء الروسي دميتري ميدفيديف في نوفمبر 2018.

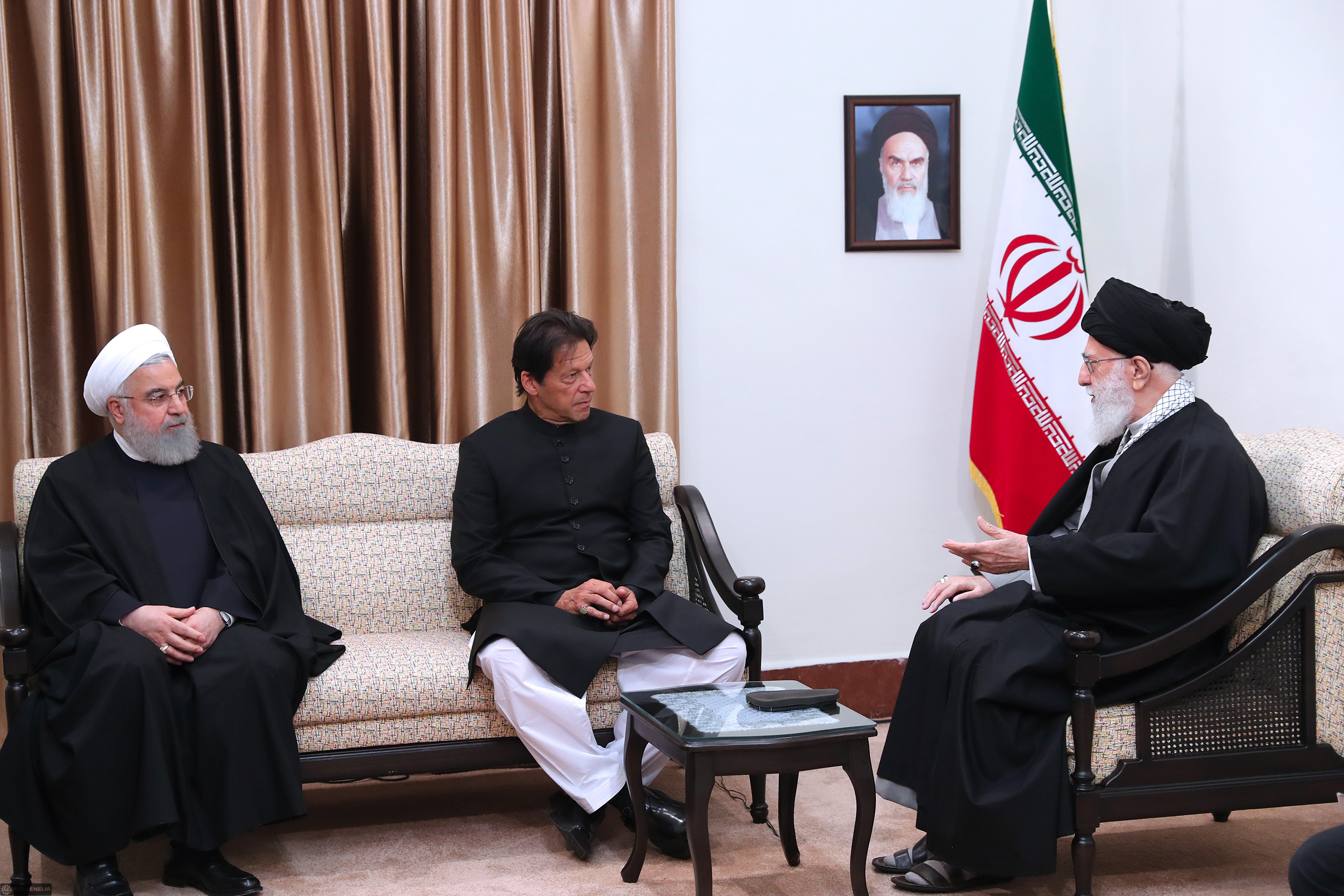
خان مع علي خامنئي وحسن روحاني.

صرح خان أنه على الرغم من اغتيال الصحفي السعودي جمال خاشقجي يجب على باكستان إعطاء الأولوية للعلاقات الجيدة مع المملكة العربية السعودية بسبب الأزمة الاقتصادية. وأضاف أيضا أن العقوبات الأمريكية ضد إيران تؤثر على باكستان المجاورة مشيرا إلى أن «آخر شيء يحتاجه العالم الإسلامي هو صراع آخر. إدارة ترامب تتجه نحو هذا الاتجاه». أعطى خان الأولوية للعلاقات الوثيقة مع الصين قائلا إنه «لا يعرف» الكثير عن معسكرات الاعتقال لمسلمي الصين. على الرغم من أن خان أكد أنه أثار المسألة «بشكل خاص» في المناقشات مع الصين.
تم اختيار خان كواحد من أكثر 100 شخصية مؤثرة في مجلة تايم لعام 2019.

### السياسة الاقتصادية
في السياسة الاقتصادية المحلية ورث خان ميزان المدفوعات وأزمة الديون مع عجز كبير في الحساب الجاري وعجز مالي في 2018 وسعت حكومة خان للإنقاذ من صندوق النقد الدولي. في مقابل خطة الإنقاذ خفضت حكومة خان الإنفاق على الدعم في قطاع الطاقة وكشفت عن ميزانية تقشفية لكبح العجز المالي والحد من الاقتراض الحكومي. أيضا طالب صندوق النقد الدولي الحكومة الباكستانية بخفض قيمة الروبية وتحسين تحصيل الضرائب. قررت حكومة خان رفع التعريفات الجمركية على الواردات لتحصيل عائدات ضريبية أعلى وخفضت قيمة العملة إلى جانب رسوم الاستيراد الثقيلة التي ساعدت على تقليص عجز الحساب الجاري (انظر التصنيع لاستبدال الواردات). تحسن الوضع الإجمالي لميزان المدفوعات في باكستان بشكل ملحوظ بعد التحويلات القياسية المرتفعة في عام 2020 مما أدى إلى استقرار احتياطيات البنك المركزي من النقد الأجنبي. تقلص العجز المالي إلى أقل من 1٪ من الناتج المحلي الإجمالي بحلول عام 2020 بسبب سياسات التقشف الحكومية. وهكذا تباطأ معدل تراكم الديون بشكل كبير لكن ديون باكستان ظلت مرتفعة بسبب الاقتراض المرتفع للحكومات السابقة حيث كان على الحكومة الحالية تخصيص 24 مليار دولار لسداد القروض التي تم الحصول عليها خلال فترة الحكومات السابقة.
بصرف النظر عن الإصلاحات التي طلبها صندوق النقد الدولي أدخلت حكومة خان سياسات لتحسين مناخ تشغيل الأعمال. نتيجة لذلك صعدت باكستان 28 مرتبة أعلى على مؤشر البنك الدولي لسهولة ممارسة الأعمال. احتلت باكستان المرتبة الأولى بين الدول العشر الأكثر تحسنا في عام 2019. كما وصل تحصيل الضرائب في باكستان إلى مستويات قياسية في عام 2019. نظرا لأن الحكومة جمعت المزيد من الإيرادات من الضرائب المحلية مع عدم وجود زيادة في الإيرادات الضريبية من ضرائب الاستيراد (نظرا لأن ضغط الاستيراد أدى إلى خفض الكمية التي يتم استيرادها وبالتالي جمعت الحكومة إيرادات ضريبية أقل من الواردات). استمر هذا الاتجاه حتى عام 2020 وإن كان بوتيرة أبطأ. كما تم التحكم في عجز المالية العامة إلى أقل من 1٪ من الناتج المحلي الإجمالي في النصف الثاني من عام 2020 وسجلت باكستان فائضا أوليا (باستثناء مدفوعات الفائدة وسداد الدين السابق) لكنها كانت في حالة عجز بمجرد احتساب مدفوعات الفائدة على الدين وإن كان العجز أقل. علق الاقتصاديون في المقام الأول هذا الانخفاض في العجز المالي على زيادة الإيرادات غير الضريبية بدلا من زيادة الإيرادات الضريبية. على سبيل المثال من ارتفاع الأسعار دفع المستهلكون مقابل النفط من شركات النفط المملوكة للدولة. ومع ذلك ارتفعت الإيرادات الضريبية أيضا في مسار تصاعدي مع وكالة الضرائب الباكستانية التي تجاوزت هدف تحصيل الضرائب وجمع مبلغا قياسيا للربع الأول من السنة المالية 2021 في السنة التقويمية 2020.
في السياسة الاقتصادية فيما يتعلق بالتجارة الدولية اعتبارا من يناير 2020 نفذت حكومة خان المرحلة الثانية من اتفاقية التجارة الحرة بين باكستان والصين وأدت هذه المفاوضات مع الصين إلى معدلات ميسرة من جانب الصين على الصادرات الباكستانية من السلع والخدمات إلى البر الرئيسي للصين مثل خفض التعريفات الجمركية أو الرسوم الجمركية الصفرية. ووصفت المفاوضات بأنها «معلم هام» في السياسة الخارجية للبلاد من خلال توسيع العلاقات التجارية في علاقة تهيمن عليها تقليديا مسائل الدفاع والأمن.
في يونيو 2018 (قبل انتخاب خان رئيسا للوزراء) وضعت مجموعة العمل المالي باكستان على قائمة رمادية وطالبت باكستان باتخاذ سلسلة من الإجراءات لمعالجة قوانين تمويل الإرهاب. استخدمت حكومة خان في البداية الأحكام الدستورية للسلطة الرئاسية التي عقدها عارف علوي لإصدار المراسيم (تشريعات مؤقتة عبر مرسوم رئاسي) وأصبحت الدولة ملتزمة بـ 14 نقطة على أجندة مجموعة العمل المالي. بعد ذلك تم تقديم سلسلة من مشاريع القوانين إلى البرلمان الباكستاني لضمان بقاء التشريع ساري المفعول بشكل دائم إلى ما بعد مرسوم رئاسي مؤقت. أقرت أجزاء صغيرة من التشريع كلا من مجلسي النواب والشيوخ في البرلمان الباكستاني بدعم من الائتلاف الحاكم بزعامة خان وجزء من أحزاب المعارضة أيضا. ومع ذلك فإن مجلس الشيوخ الذي تهيمن عليه المعارضة لم يوافق على جزء كبير من مشاريع قوانين مجموعة العمل المالي. بعد ذلك استدعى خان جلسة مشتركة لكل من مجلسي النواب والشيوخ في البرلمان تم فيها تمرير مشاريع القوانين مع منح الحكومة الأغلبية وبدون دعم المعارضة. بحلول أكتوبر 2020 أصبحت باكستان متوافقة بنجاح في 21 من أصل 27 نقطة على جدول أعمال مجموعة العمل المالي بزيادة من 14 نقطة في فبراير 2020 مع مراجعة النقاط الست المتبقية في فبراير 2021. في مراجعة مجموعة العمل المالي في فبراير 2021 نجحت حكومة خان في تنفيذ حوالي 90٪ من أجندة مجموعة العمل المالي مع 24 من أصل 27 نقطة «تمت معالجتها إلى حد كبير» والنقاط الثلاث المتبقية من أصل 27 «تمت معالجتها جزئيا». لاحظ رئيس فرقة العمل المعنية بالإجراءات المالية أنه بينما كانت باكستان تتقدم في خطة عملها فقد «لم يحن الوقت لوضع دولة على القائمة السوداء». في مراجعة مجموعة العمل المالي في يونيو 2021 نفذت حكومة خان مزيدا من التقدم ووجدت مجموعة العمل المالي أن باكستان قد عالجت الآن 26 بندا من أصل 27 بند عمل وأشاد المتحدث باسم وزارة الخارجية الأمريكية نيد برايس بالتقدم الذي أحرزته باكستان لكنه شجع باكستان على معالجة بند العمل المتبقي قائلا «نحن ندرك وندعم جهود باكستان المستمرة للوفاء بالتزامات (خطة العمل الأولى) هذه. لقد أحرزت باكستان تقدما كبيرا في خطة عملها الأولى مع 26 من 27 بند عمل تم تناولها إلى حد كبير - نحن نشجع باكستان على مواصلة العمل مع مجموعة العمل المالي والدولية على المجتمع أن يستكمل بسرعة بند العمل المتبقي من خلال إثبات أن تمويل الإرهاب والتحقيقات والملاحقات القضائية تستهدف كبار قادة وقادة الجماعات المعينة من قبل الأمم المتحدة». في 8 أبريل 2022 أحرزت حكومة خان تقدما في خطة عملها المتبقية من خلال الحكم على حافظ محمد سعيد العقل المدبر لهجمات مومباي 26/11 وإرهابي مُصنف من قبل الأمم المتحدة بالسجن 31 عاما.

### الأمن والإرهاب
في سياسة الأمن القومي ترأست حكومة خان مناخا أمنيا محسنا بشكل عام حيث عبر المستثمرون الأجانب عن ثقة أكبر في أمن استثماراتهم في باكستان.
في 5 مارس 2019 حظرت حكومة خان رسميا جماعة الدعوة بقيادة حافظ سعيد وفرعها مؤسسة فلاح إنسانانيات بموجب قانون مكافحة الإرهاب لعام 1997.
في 25 يونيو 2020 تعرض خان لانتقادات في كل من الصحافة الدولية والمعارضة الداخلية لأنه وصف مؤسس تنظيم القاعدة وعقل 11 سبتمبر أسامة بن لادن بالشهيد. رفض خان في مناسبة سابقة خلال مقابلة تلفزيونية محلية تسمية بن لادن بالإرهابي.
في أكتوبر 2020 تحدث عمران خان عن تنامي التطرف والعنف ضد المسلمين في جميع أنحاء العالم. في رسالة نُشرت على تويتر حث مارك زوكربيرغ الرئيس التنفيذي لفيسبوك على حظر محتوى الإسلاموفوبيا على منصته.
في يوليو 2021 كشف مشروع بيغاسوس عن قائمة مراقبة لبرامج التجسس تضمنت رقما واحدا على الأقل استخدمه خان مرة واحدة.
في عام 2019 ألقت باكستان القبض على حافظ سعيد العقل المدبر لهجمات مومباي 26/11 أيضا باعتباره إرهابيا من قبل الأمم المتحدة وفي 8 أبريل 2022 حُكم عليه بالسجن 31 عاما.

### السياسة الاجتماعية
في السياسة الاجتماعية اتخذت حكومة خان خطوات لترميم المواقع الدينية التابعة للأقليات الدينية بما في ذلك ممر كارتاربور. اتخذت حكومة خان موقفا مختلفا بشكل ملحوظ بشأن سياسة الأقليات عن موقف حزب المعارضة الرئيسي حزب الرابطة الإسلامية الباكستانية (ن) الذي عارض بناء ممر للحجاج الهنود.
كما قامت حكومة خان بإصلاحات في التعليم والرعاية الصحية على المستويين الوطني والإقليمي على التوالي.
أدخلت حكومة خان إصلاحات على شبكة الأمان الاجتماعي الباكستانية ونظام الرعاية الاجتماعية في باكستان على نطاق أوسع. وشمل ذلك توسيع مدفوعات الرعاية الاجتماعية التي كانت في البداية للأرامل فقط لتشمل المعوقين بالإضافة إلى توفير تغطية التأمين الصحي.
في يونيو 2021 أوضح خان موجة حالات الاغتصاب المعروفة علنا في باكستان بما أسماه «الفطرة السليمة» أي أن النساء اللائي يرتدين «القليل جدا من الملابس» سيكون لهن «تأثير على الرجال ما لم يكن روبوتات». أدت تعليقاته إلى غضب ناشطات حقوقيات.

### البيئة والطاقة
دفع خان من أجل زيادة إنتاج الطاقة المتجددة وأوقف طاقة الفحم من البناء المستقبلي والعمل على تحقيق هدف جعل باكستان متجددة في الغالب بحلول عام 2030. في عام 2020 بدأت حكومة خان أعمال البناء لسد ديامير بهاشا كجزء من استثمار حكومته في مشاريع الطاقة المتجددة. أقرض البنك الدولي باكستان 450 مليون دولار للاستثمار في مشاريع الطاقة المتجددة كجزء من هدف الحكومة المعلن لجعل باكستان اقتصادا يعتمد على الطاقة المتجددة وتقليل انبعاثات غازات الاحتباس الحراري لمكافحة تغير المناخ.
كما أدخلت الحكومة سياسة السيارات الكهربائية وهي الأولى في جنوب آسيا.
تضمنت الجهود الإضافية لمكافحة تغير المناخ إعادة تشجير باكستان بأكثر من 10 مليارات شجرة في مشروع ازرع لباكستان مع الحكومة في طريقها لزرع 3.3 مليار شجرة في أول ثلاث سنوات ونصف من حكومة خان. يتضمن برنامج إعادة التحريج اتفاقية مع منظمة الأمم المتحدة للأغذية والزراعة (الفاو) والصندوق العالمي للحياة البرية وآخرين لمراقبة المشاريع بشكل مستقل من أجل الحفاظ على الشفافية بشأن التمويل. قام خان أيضا بتوسيع المتنزهات الوطنية في إطار مبادرة المناطق المحمية.

### الحوكمة ومكافحة الفساد
أدخلت حكومة خان إصلاحات على القطاع العام المتضخم في باكستان. يتألف القطاع العام من الشركات المملوكة للدولة التي كانت تتكبد خسائر وتراكم الديون باستمرار لعقود بما في ذلك الخدمات الوطنية مثل السكك الحديدية وشركات الطيران والخدمات البريدية بالإضافة إلى الشركات الأخرى المملوكة للدولة مثل شركة الصلب المملوكة للدولة في باكستان. في عام 2019 وصلت الخطوط الجوية الدولية الباكستانية إلى نقطة التعادل في الربح التشغيلي ولكن توقف السفر الجوي في العام التالي بسبب فيروس كورونا يعني ضرورة إجراء مزيد من الإصلاحات. أدى هذا إلى اقتراح لخفض القوة العاملة في شركة الطيران إلى النصف تقريبا من أجل توفير التكاليف وبالتالي مساعدة شركة الطيران المملوكة للدولة على التعادل على مستوى صافي الربح بالإضافة إلى مستوى الربح التشغيلي. أكدت شركة الطيران الوطنية أنها ستسرح الموظفين على مراحل كجزء من خطة إعادة هيكلة الخطوط الجوية الباكستانية بما يتماشى مع سياسة الحكومة لعكس الخسائر في الشركات المملوكة للدولة. تم تعيين حكومة خان لفصل العديد من العاملين في الخطوط الجوية الباكستانية بسبب حقيقة أن تلك التعيينات كانت ذات دوافع سياسية لمكافأة الولاء للحكومات السابقة.
في عام 2019 أطلقت حكومة خان حملة لمكافحة الفساد استندت على أساس أنه لن يتم منح عفو (أو ما يعرف بمرسوم المصالحة الوطنية في اللغة السياسية الباكستانية) للسياسيين أو الأقارب الذين استفادوا من رعاية أحد السياسيين. تعرضت الحملة لانتقادات لاستهدافها خصوم خان السياسيين. ومع ذلك يجادل مؤيدو خان بأن الحملة حقيقية حيث واجه أعضاء بارزون في الحزب الحاكم لخان بما في ذلك جهانجير خان تارين وعليم خان تحقيقا أو محاكمة حيث ذهب خان إلى حد رفض تشكيل «لجنة قضائية» طالب بها أنصار تارين.
في ظل رئاسة خان للوزراء تحسن أداء وكالة مكافحة الفساد الباكستانية تحسن مكتب المحاسبة الوطني بشكل ملحوظ عند قياسه من حيث استرداد الأموال في القضايا التي تنطوي على مساومات الإقرار بالذنب و / أو الإدانات. ارتفع تعافي وكالة مكافحة الفساد إلى 487 مليار روبية على مدى ثلاث سنوات من بداية عام 2018 إلى بداية عام 2021. كان هذا الانتعاش أعلى بكثير من أداء وكالة مكافحة الفساد على مدى 10 سنوات من 2008 إلى 2018 قبل تولي حكومة خان السلطة.

### جائحة فيروس كورونا
خلال جائحة فيروس كورونا أطلقت حكومة خان أكبر برنامج رعاية اجتماعية في تاريخ باكستان بتمويل يقارب 1 مليار دولار يستهدف أفقر شريحة من السكان في البلاد. وأكدت مستشارة رئيس الوزراء الدكتورة سانية نشتار أن البرنامج سيستخدم البيانات الموجودة مسبقا لبرامج الرعاية الاجتماعية الأخرى في إطار نظام «إحساس» وبرنامج بينظير لدعم الدخل الأصغر بكثير والذي يوفر شبكة أمان أكثر محدودية بينما يستهدف برنامج إحساس أقل من دخل الأسر على نطاق أوسع. بعد انخفاض حالات فيروس كورونا وتراجع معدلات الإيجابية وتراجع العلاج في المستشفيات رفعت حكومة خان قيود الإغلاق. في استطلاع أجرته مؤسسة غالوب عام 2021 كان لدى 7 من كل 10 (أو ما يقرب من 70٪) من الباكستانيين وجهة نظر إيجابية حول تعامل الحكومة مع جائحة الفيروس التاجي. من الناحية الاقتصادية لوحظ انتعاش على شكل حرف V في كل من ثقة الأعمال التجارية ومؤشر التوظيف المتوقع. كان الحساب الجاري في فائض لمدة 3 من أصل 4 أشهر بعد يونيو 2020 على الرغم من أن هذا كان بسبب ارتفاع التحويلات (التي تميل إلى التقلب) لتعويض الانخفاض في الصادرات. تعني الحصافة المالية أن نسبة الدين إلى الناتج المحلي الإجمالي في باكستان ظلت دون تغيير على نطاق واسع في عام 2021 وفقا لصندوق النقد الدولي وتحدت باكستان اتجاه الديون المتزايدة حيث شهدت معظم الاقتصادات الناشئة / النامية ارتفاعا كبيرا في نسبة الدين إلى الناتج المحلي الإجمالي من أجل تعامل مع الوباء مع البلدان النامية الأخرى التي تشهد زيادة بنسبة 10٪ في الدين إلى الناتج المحلي الإجمالي في المتوسط. علاوة على ذلك توقعت وكالة التصنيف الائتماني فيتش انخفاضا في نسبة الدين العام الباكستاني إلى الناتج المحلي الإجمالي مما يعكس انخفاض الديون التي تتحملها الحكومة الحالية وارتفاع نمو الناتج المحلي الإجمالي في عام 2021.
في السياسة الاقتصادية ترأست حكومة خان الانتعاش في قطاع المنسوجات الباكستاني حيث تم قياس الطلب بعدد الطلبات المعلقة لتصل إلى ارتفاعات تاريخية. سهلت حكومة خان قطاع النسيج من خلال تقديم أسعار ميسرة على المرافق مثل الكهرباء بالإضافة إلى خفض تعرفة الكهرباء خلال ساعات الذروة. علاوة على ذلك صرح بنك التنمية الآسيوي أنه يرى «انتعاشا اقتصاديا» في باكستان. كما ظهرت بوادر انتعاش مع وصول الصادرات إلى مستويات ما قبل تفشي الفيروس في نهاية عام 2020. بعد الانتعاش في قطاع المنسوجات كان نمو الصادرات في خانة العشرات تقريبا بحلول فبراير 2021 مع نمو بنسبة 9٪ في الصادرات خاصة صادرات المنسوجات ذات القيمة المضافة. في أوائل عام 2021 ارتفعت صادرات الملابس الباكستانية إلى الولايات المتحدة من حيث القيمة والحجم متفوقة بذلك على الهند وبنغلاديش وكلاهما من أقرب الاقتصادات الإقليمية على غرار باكستان في جنوب آسيا. سهلت حكومة خان قطاع النسيج بإزالة جميع رسوم الاستيراد على خيوط القطن من أجل معالجة النقص في مدخلات المواد الخام الرئيسية من المنسوجات والملابس. تم تقنين سياسة الامتيازات الضريبية هذه على المدى القصير على الأقل عندما كشفت حكومة خان النقاب عن ميزانيتها للفترة 2021-2022 والتي خفضت الرسوم الجمركية على واردات المدخلات (المواد الخام) للسلع المصنعة النهائية.

### الشؤون الخارجية

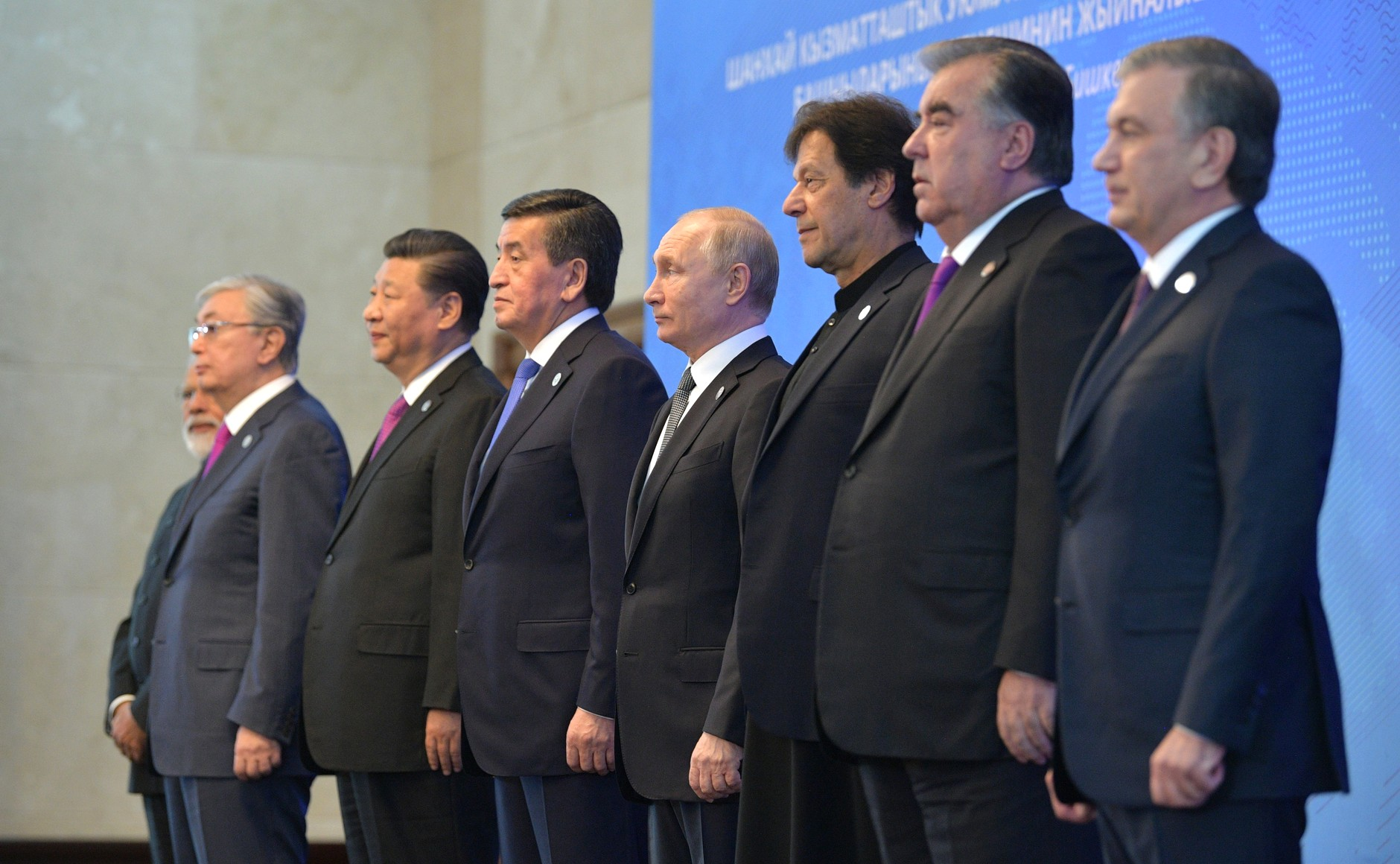
خان في قمة منظمة شانغهاي للتعاون 2019.

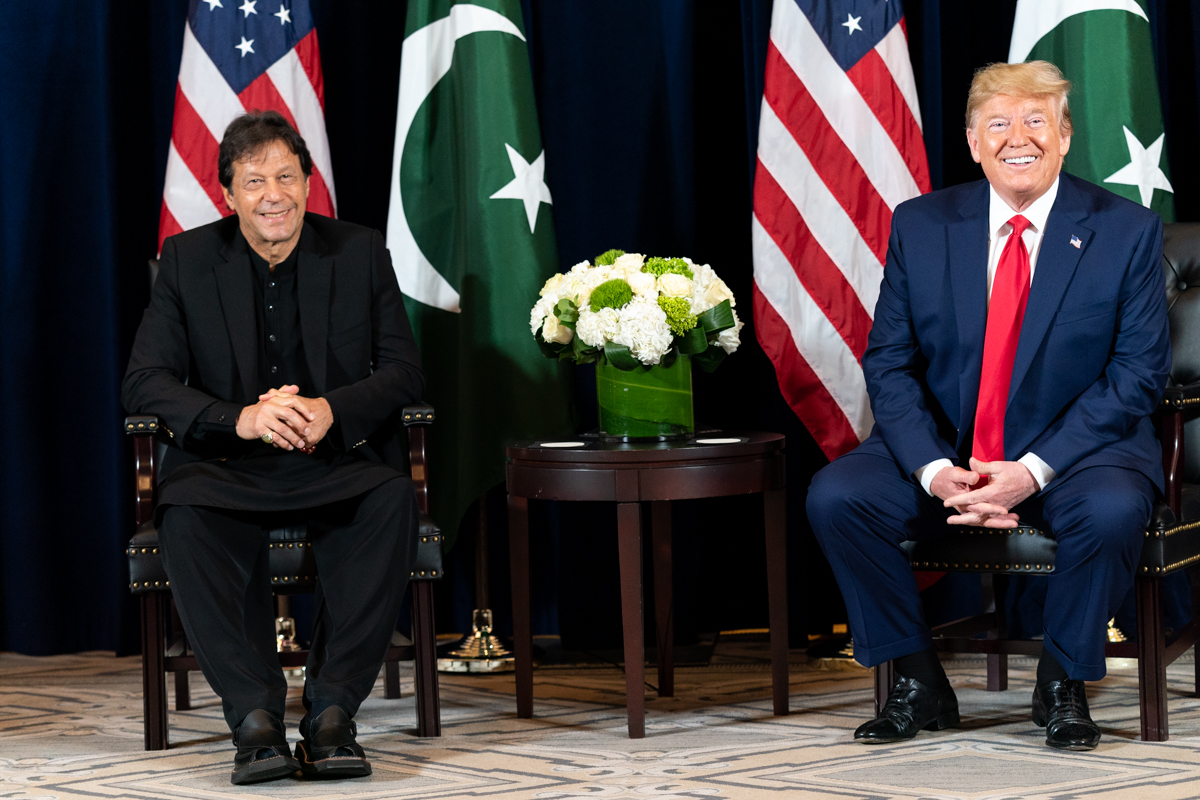
خان مع الرئيس الأمريكي دونالد ترامب في سبتمبر 2019.

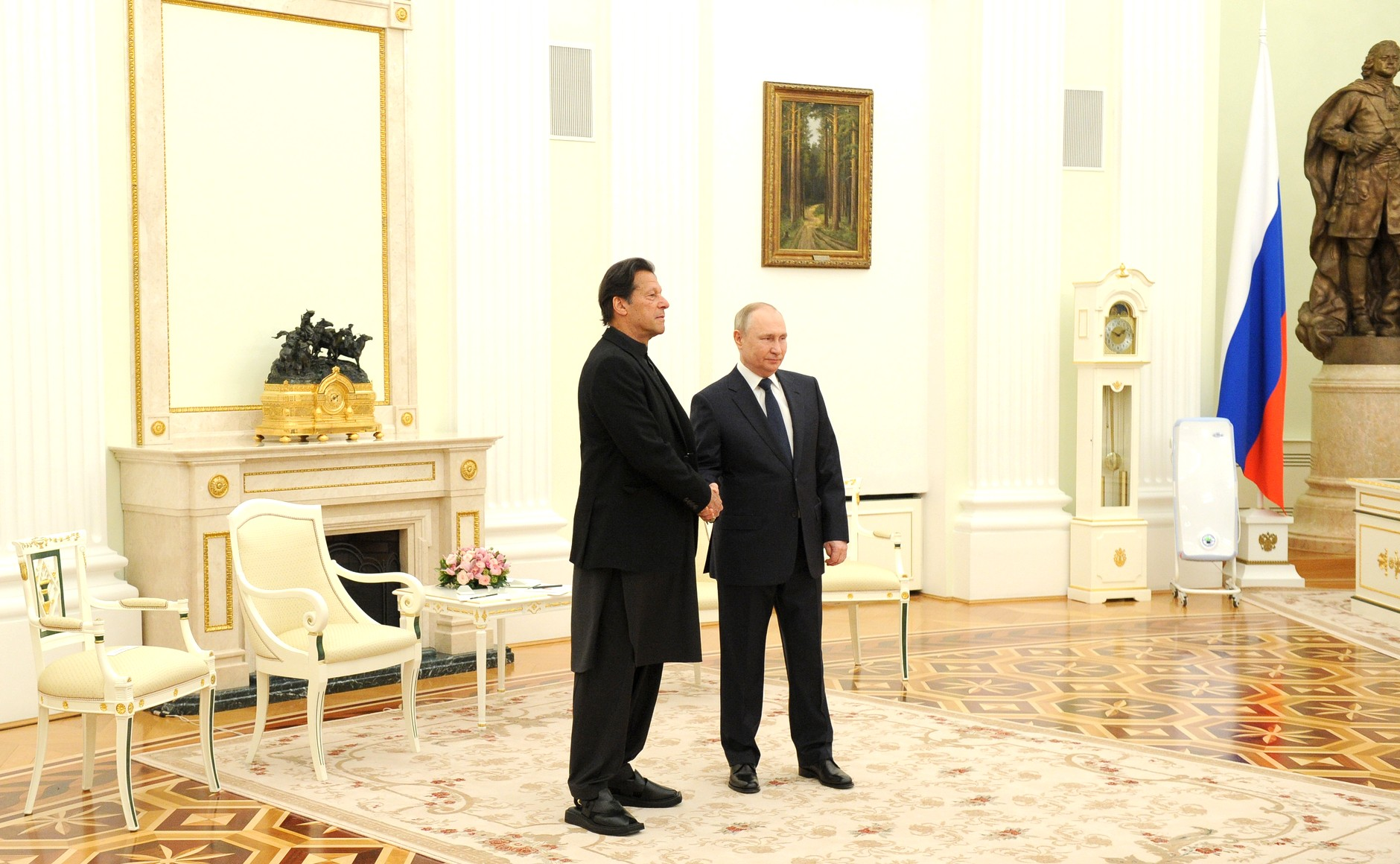
التقى خان بالرئيس الروسي فلاديمير بوتين في موسكو بعد ساعات قليلة من بدء الغزو الروسي لأوكرانيا.

في السياسة الخارجية أعرب خان عن دعمه للهجوم التركي لعام 2019 على شمال شرق سوريا ضد قوات سوريا الديمقراطية التي يقودها الأكراد. في 11 أكتوبر 2019 أخبر خان الرئيس التركي رجب طيب أردوغان أن «باكستان تتفهم تماما مخاوف تركيا المتعلقة بالإرهاب». تتكون سياسة خان الخارجية تجاه أفغانستان المجاورة أساسا من دعم عملية السلام الأفغانية وافتتح أيضا معبرا حدوديا يعمل على مدار الساعة طوال أيام الأسبوع مع أفغانستان لتسهيل السفر والتجارة. وقال إن باكستان لن تعترف بإسرائيل أبدا حتى يتم إنشاء دولة فلسطينية وهو تصريح يتماشى مع رؤية مؤسس باكستان محمد علي جناح.
وفقا لصحيفة ذي إندبندنت البريطانية حسنت حكومة خان من سمعة باكستان في الخارج من خلال التدخل في دورها كـ «لاعب عالمي».
كما سعى خان إلى إعادة ضبط العلاقات مع دول الخليج العربي مثل الإمارات العربية المتحدة والمملكة العربية السعودية حيث وافقت الإمارات على تجديد ديون باكستان على سبيل قرض بدون فائدة. بعد ذلك شرع خان في زيارة لمدة ثلاثة أيام إلى المملكة العربية السعودية من أجل إعادة العلاقات حيث استقبله محمد بن سلمان شخصيا في المطار. كانت العلاقات متوترة في السابق بسبب عدم استعداد باكستان للمساهمة عسكريا في التدخل بقيادة السعودية في اليمن. أكد سفير المملكة العربية السعودية في باكستان أن الحكومة السعودية وافقت على قرض امتياز لبناء سد مهمند لتوليد الطاقة الكهرومائية. كما حسنت حكومة خان العلاقات مع الكويت حيث أكدت الكويت أنها رفعت حظر التأشيرات لمدة عشر سنوات عن المواطنين الباكستانيين. عززت حكومة خان العلاقات الاقتصادية مع قطر والتي من المتوقع أن تفيد باكستان بمقدار 3 مليارات دولار أمريكي على مدى 10 سنوات من خلال إعادة التفاوض على شروط صفقة إمدادات الطاقة التي شهدت انخفاضا كبيرا في فاتورة واردات الطاقة الباكستانية مقارنة بالصفقة السابقة. كان خان يتوسط بين إيران والسعودية في محاولة لإنهاء الحرب في اليمن والتي هي جزء من صراع إيران والسعودية بالوكالة.
في 9 مايو 2021 أدان خان أعمال الشرطة الإسرائيلية في المصلى القبلي مشيرا إلى أن مثل هذه الأعمال تنتهك «جميع الأعراف الإنسانية والقانون [الدولي]». أيضا كان خان صريحا بشأن نزاع كشمير وتبنت حكومته موقف السياسة الخارجية القائل بعدم إجراء محادثات مع الهند بشأن نزاع كشمير حتى استعادة الحكم الذاتي في كشمير التي تسيطر عليها الهند. أكد مستشار الأمن القومي لخان مؤيد يوسف أن الاتصالات الخارجية مع الهند (التي توسطت ظاهريا الإمارات) قد انهارت بعد أن رفضت الهند استعادة الحكم الذاتي للمنطقة.
في أغسطس 2021 احتفل خان بخروج الولايات المتحدة من أفغانستان واصفا إياها بكسر الأفغان «قيود العبودية».
التقى خان بالرئيس الروسي فلاديمير بوتين في فبراير 2022 بعد وقت قصير من توجيه بوتين لغزو أوكرانيا.

### عدم الثقة في الحركة والعزل من المنصب
في 8 مارس 2022 قدمت أحزاب المعارضة اقتراحا بحجب الثقة عنه إلى سكرتارية الجمعية الوطنية. في 1 أبريل 2022 أعلن رئيس الوزراء خان أنه في سياق اقتراح سحب الثقة ضده في الجمعية الوطنية منحته «المؤسسة» ثلاثة خيارات للاختيار من بينها: «الاستقالة أو حجب الثقة [التصويت] أو الانتخابات». في 3 أبريل 2022 أثناء مخاطبته للأمة أعلن عمران خان أنه نصح رئيس باكستان بحل الجمعية الوطنية الباكستانية. عند حل الجمعية الوطنية الباكستانية صدر تعميم عن الحكومة أعلن أن عمران خان قد توقف عن شغل منصب رئيس وزراء باكستان. وقد بلغ هذا ذروته في أزمة دستورية وفقا للمادة 224 (أ) من دستور باكستان ويستمر رئيس الوزراء الحالي في تولي منصب رئيس الوزراء على أساس مؤقت إلى أن يتم تعيين رئيس وزراء انتقالي. في 10 أبريل تم إجراء تصويت بحجب الثقة وأطيح به من منصبه ليصبح أول رئيس وزراء في باكستان يتم عزله من منصبه عن طريق تصويت بحجب الثقة.

## محاولة إغتياله
وقعت محاولة إغتيال في 3 نوفمبر 2022 حسب ما ذكرت وسائل إعلام باكستانية، حيث أصيب خلال إطلاق نار استهدف أنصاره بينما كانوا في مسيرة ضخمة لأجل انتقاد سياسة حكومة شهباز شريف حيث كانو متوجهون إلى العاصمة إسلام آباد، فيما قُتل المسلح المشتبه فيه إقدامه على إطلاق النار، مما أدى إلى حالة من الفوضى بين الجموع.
وذكرت مصادر محلية أن عمران خان، أصيب في منطقة غوجران والا، فيما وردت تقارير غير مؤكدة عن إصابته في الرجل اليسرى، لكن وضعه وُصف بـ«الآمن». وجرى نقله بشكل سريع إلى مدينة لاهور من أجل تلقي العلاج، وسط حالة من الهلع في المكان.
وأصيب أعضاء آخرون من حزب الإنصاف، خلال إطلاق النار على عمران خان، الذي كان قد غادر منصبه وسط توتر سياسي كبير.
وأدان رئيس الوزراء شهباز شريف محاولة الإغتيال ووجه أمراً لوزير الداخلية بالتحقيق في محاولة الإغتيال.

## الثروة

### صافي الثروة
في عام 2019 أصدرت مفوضية الانتخابات الباكستانية تفاصيل البيانات المالية لأعضاء الجمعية الوطنية لعام 2018-2019. يمتلك رئيس الوزراء عمران خان أصولا بقيمة 108.236 مليون روبية باكستانية (680 ألف دولار أمريكي) مطروحا منها مقر إقامته في بني جالا.

### الأصول
لديه منزل في حديقة زمان في لاهور تبلغ قيمته 29 مليون روبية (180 ألف دولار أمريكي). خان هو أيضا مستثمر حيث يستثمر أكثر من 40 مليون روبية (250 ألف دولار أمريكي) في العديد من الشركات. وهو أيضا مالك أرض زراعية لـ 39 قناة في تلهار في إسلام أباد و530 قناة في خانيوال. علاوة على ذلك لديه أيضا نصيب في 363 قناة من الأراضي الزراعية التي ورثها. دفع خان 10.19 مليون روبية (64000 دولار أمريكي) لشراء شقتين في شهر الدستور في إسلام أباد وتشمل الأصول الأخرى أثاث بقيمة 0.6 مليون روبية (3700 دولار أمريكي) وماشية بقيمة 0.2 مليون روبية (1200 دولار أمريكي). لكن ليس لديه سيارة مسجلة باسمه.

#### قصر بني جالا
يمتلك خان 300 قصر في بني جالا في إسلام أباد بقيمة 750 مليون روبية (4.7 مليون دولار أمريكي). أعلن خان ذلك كهدية في بيانه أمام لجنة الانتخابات الباكستانية. يقع القصر داخل سياج مسور ويمكن الوصول إليه من خلال ممر خاص. إنه المقر الدائم لعمران خان.

### الضريبة
في نوفمبر 2019 كشفت وسائل الإعلام الباكستانية باستخدام تصريحات هيئة الضرائب مقدار الضرائب التي دفعها خان خلال 37 عاما. دفع خان ضرائب تصل إلى 103763 روبية (650 دولارا أمريكيا) في عام 2017 وعلى مدار 37 عاما دفع ما مجموعه 4 ملايين روبية (ما يعادل 17 مليون روبية أو 110 آلاف دولار أمريكي في عام 2019) كضرائب حتى عام 2019. الوثائق الصادرة عن هيئة الضرائب يذكر أيضا أنه خلال هذه الفترة تم إعفاؤه لعدة سنوات من دفع الضرائب.
في 3 يناير 2022 أصدرت هيئة الضرائب دليلها الضريبي لعام 2019 للبرلمانيين وتم الكشف عن أن خان دفع 9.8 مليون روبية (61174 دولارا أمريكيا) كضرائب في عام 2019.

## الصورة العامة
بعد انتخابات مايو 2013 كتب محمد حنيف لصحيفة الغارديان وصف دعم خان بأنه جذاب «للطبقات الوسطى المتعلمة لكن مشكلة باكستان الرئيسية هي أنه لا يوجد عدد كاف من المواطنين المتعلمين من الطبقة المتوسطة الحضرية في البلاد». كتب بانكاج ميشرا لصحيفة نيويورك تايمز في عام 2012 ووصف خان بأنه «صورة مقنعة من هويته وهويته الباكستانية المتضاربة» مضيفا أن «تماهيه مع الجماهير المعاناة وهجماته على أقرانه الأثرياء الناطقين باللغة الإنجليزية تم الاستهزاء بهم في غرف المعيشة في لاهور وكراتشي على أنهم هذيان نفاق لـ» أنا الديم«و» طالبان خان«وهما اللقبان المفضلان له». واختتم ميشرا حديثه قائلا: «مثل كل السياسيين الشعبويين يبدو أن خان يقدم شيئا ما للجميع. ومع ذلك فإن الاختلافات الكبيرة بين جمهوره الليبراليون اجتماعيا والباكستانيون من الطبقة المتوسطة العليا والسكان المحافظون بشدة في المناطق القبلية في باكستان تبدو غير قابلة للتوفيق».

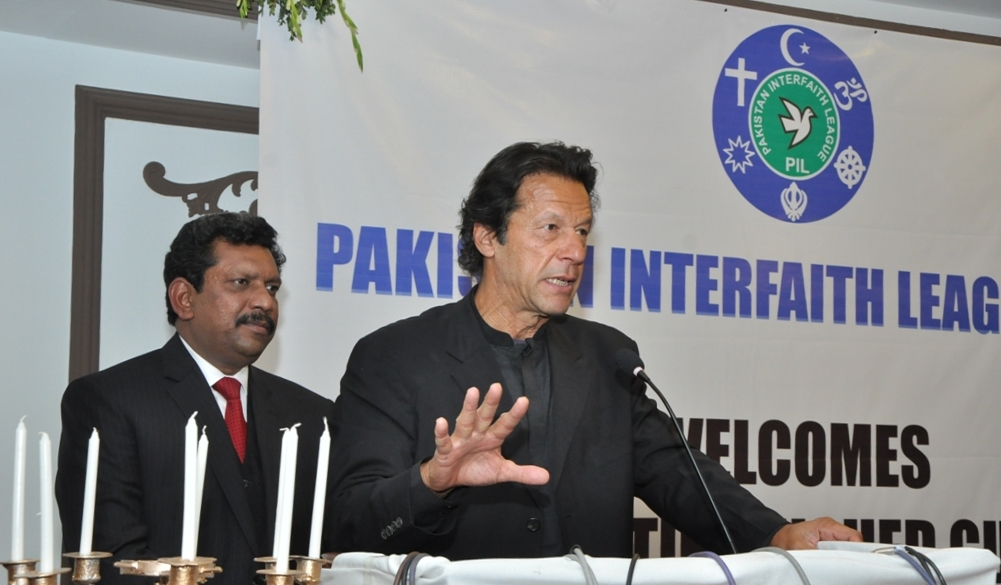
خان يلقي خطاب في عشاء عيد الميلاد بين الأديان في عام 2014.

في 18 مارس 2012 انتقد سلمان رشدي خان لرفضه حضور مؤتمر إنديا توداي بسبب حضور رشدي. وأشار خان إلى «الأذى الذي لا يقاس» الذي تسببت فيه كتابات رشدي للمسلمين في جميع أنحاء العالم. بدوره اقترح رشدي أن خان كان «ديكتاتورا ينتظر». في عام 2011 أثناء كتابته لصحيفة واشنطن بوست وصف ريتشارد ليبي خان بأنه مستضعف مضيفا أنه «غالبا ما يبدو ليبرالي مؤيد للديمقراطية ولكنه معروف جيدا بتعاطفه مع الأحزاب الإسلامية المحافظة». عائشة صديقة في سبتمبر عام 2014 كتبت في اكسبريس تريبيون زعمت أنه «بينما يمكننا جميعا أن نتعاطف مع حق خان في تغيير اللهجة السياسية سيكون من المجدي له أن يتصور كيف سيكون إذا أصبح رئيس وزراء هذا البلد ويضع الجني إلى الزجاجة». إتش إم نقفي وصف خان بأنه «نوع من شخصية رون بول» مضيفا أنه «لا يوجد أي شائبة بالفساد وهناك رسالته المناهضة للمؤسسة».
خلال السبعينيات والثمانينيات كان خان رمز جنسي شائع. أصبح معروفا بصفته خبيرا اجتماعيا في المجتمع الإنجليزي الراقي وارتدى صورة المستهتر بين الصحافة البريطانية والمصورين بسبب «الحفلات المستمرة» في نوادي لندن الليلية مثل أنابيلز وترامب على الرغم من أنه يدعي أنه يكره الحانات الإنجليزية ولم يشرب الكحول أبدا. أصبحت الوريثة البريطانية سيتا وايت ابنة جوردون وايت بارون وايت أوف هال والدة ابنته المزعومة تيريان جيد وايت. حكم قاض في الولايات المتحدة بأنه والد تيريان بسبب عدم مثوله أمام المحكمة لكن خان نفى أبوته وطلب فتح القضية في المحاكم الباكستانية. في وقت لاحق من عام 2007 حكمت لجنة الانتخابات الباكستانية لصالح خان ورفضت الحكم الغيابي الصادر عن محكمة أمريكية على أساس أنه لم يكن مقبولا كدليل أمام أي محكمة في باكستان ولا يمكن تنفيذه ضده. حول أسلوب حياته كطالب عازب كثيرا ما قال: «لم أزعم أبدا أنني عشت حياة ملائكية».
وصف ديكلان والش في صحيفة الجارديان بإنجلترا عام 2005 خان بأنه «سياسي بائس» ملاحظا أن «أفكار خان وانتماءاته منذ دخوله السياسة في عام 1996 قد انحرفت وانزلقت مثل عربة يد في مطر مطري ... لكنه يعطي تصويتا للملالي الرجعيين التالي». صرح نجم سيثي أن «الكثير من قصة عمران خان تدور حول التراجع عن الكثير من الأشياء التي قالها سابقا وهذا هو السبب في أن هذا لا يلهم الناس». انتقدت الكاتبة فاطمة بوتو خان «تهاون لا يصدق ليس مع الجيش ولكن مع الديكتاتورية» وكذلك بعض قراراته السياسية. ومع ذلك ظلت نسبة تأييد خان منذ أن أصبح رئيسا للوزراء قوية نسبيا بالنسبة لأحد المسؤولين في السياسة الباكستانية مع موافقة الأغلبية (51٪) مقابل 46٪ رفض و3٪ لم يقرروا. أشارت استطلاعات أخرى إلى أن موافقته كانت تصل إلى 57٪.

### في الثقافة الشعبية
خلال أيام لعب الكريكيت ظهر خان في العديد من الإعلانات والدعايات التلفزيونية كمؤيد للعلامة التجارية من المشاهير. وشملت هذه بيبسي باكستان وبروك بوند وثمز اب (جنبا إلى جنب مع سونيل غافاسكار) والعلامة التجارية للصابون الهندي سينثول في الوقت الذي كان فيه أسطورة بوليوود فينود خانا يدعم أيضا نفس المنتج. كانت شعبيته في الهند من النوع الذي «لم يسبق له مثيل في عصر لم تكن فيه هواتف ذكية لالتقاط صور سيلفي. كان يتعرض للمضايقات في كل مكان ذهب إليه». حتى أن ممثل بوليوود المخضرم الراحل ديف أناند عرض عليه دورا في فيلمه الرياضي المليء بالإثارة أوال نامبر (1990) ويؤدي دوره نجم كريكيت المتراجع في الأداء أمام لاعب كريكيت قادم للنجومية وهو عامر خان ورفض هذا الدور مشيرا إلى افتقاره إلى مهارات التمثيل ثم ذهب الدور في النهاية إلى أديتيا بانشولي. في عام 2010 أنتجت دار إنتاج باكستانية فيلما عن سيرة حياة خان بعنوان: «كابتان: صنع أسطورة». ويصور الفيلم خان ومسيرته المهنية مع فريق الكريكيت الباكستاني الذي قادهم إلى الفوز في كأس العالم للكريكيت عام 1992 بالإضافة إلى الأحداث التي شكلت حياته ومن تعرضه للسخرية في لعبة الكريكيت إلى وصفه بأنه مستهتر ومن وفاة والدته إلى جهوده ومساعيه في بناء أول مستشفى للسرطان في باكستان ومن كونه أول مستشار لجامعة برادفورد إلى مبنى جامعة نامال.
أصدرت فرقة الروك الكندية نيكلباك مقطع فيديو موسيقي لأغنيتها المنفردة ذات الطابع السياسي «حافة ثورة» والتي تضم مقطع قصير من مسيرة حركة الإنصاف الباكستانية بين احتجاجات أخرى. يُظهر المقطع المختصر مسيرة حركة الإنصاف الباكستانية بأعلام الحزب الأحمر والأخضر جنبا إلى جنب مع ملصق لرئيس حركة الإنصاف الباكستانية عمران خان الذي كان زعيم المعارضة الأكثر شعبية.

## الحياة الشخصية

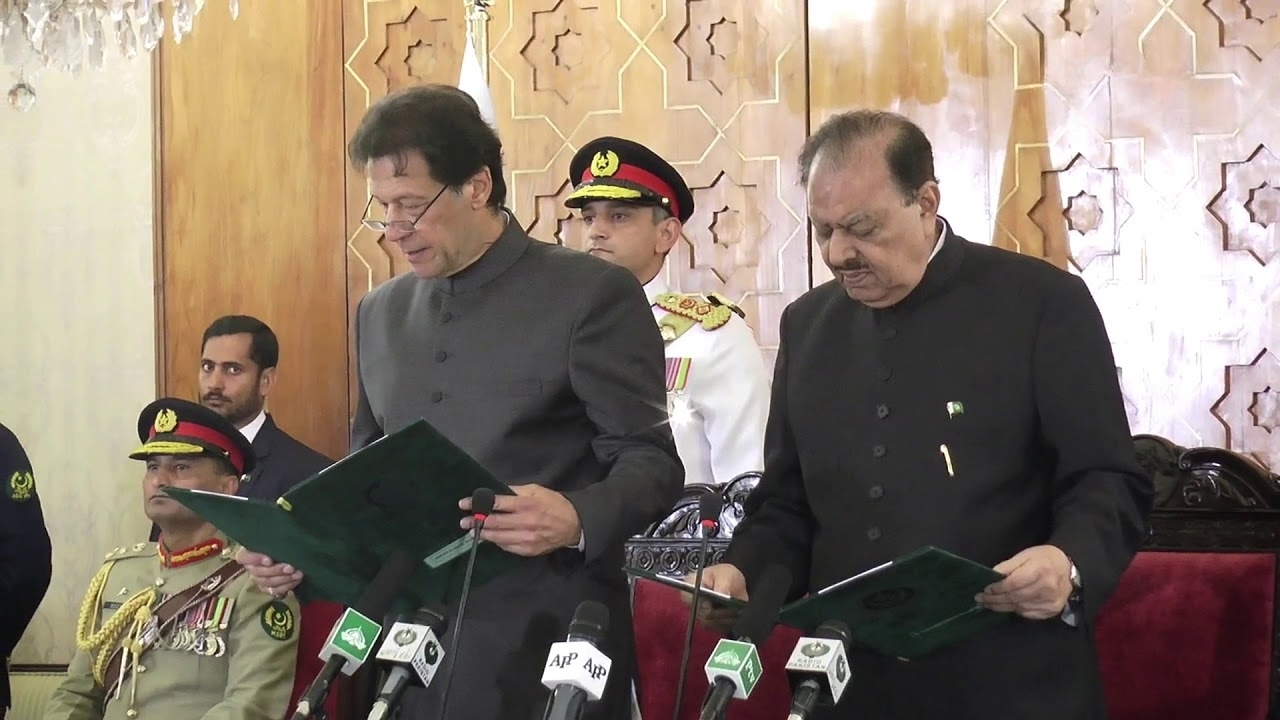
عمران خان يؤدي اليمين كرئيس وزراء باكستان الثاني والعشرين إلى جانب الرئيس آنذاك مأمون حسين في 18 أغسطس 2018

كانت له علاقات عديدة خلال فترة البكالوريوس. ثم عُرِف بأنه أعزب مغرم بالمتعة والعازف الذي كان نشطا في حلبة ملهى لندن الليلي. العديد من الصديقات غير معروفات وقد وصفتهن صحيفة ذا تايمز البريطانية بـ «الشقراوات الغامضات». من بين النساء اللواتي ارتبط بهن زينات أمان وإيما رقيب وسوزي موراي فيلبسون وسيتا وايت وسارة كراولي وستيفاني بيشام وغولدي هاون وكريستيان باكر وسوزانا كونستانتين وماري هيلفين وكارولين كيليت وليزا كامبل وأناستاسيا كوك وهانا ماري روتشيلد ولولو بلاكر.[بحاجة لمصدر]
صديقته الأولى إيما سيرجنت فنانة وابنة المستثمر البريطاني السير باتريك سيرجنت عرفته على مواقع التواصل الاجتماعي. التقيا لأول مرة في عام 1982 ثم زارا باكستان. رافقته في جولات مختلفة لفريق الكريكيت الباكستاني بما في ذلك في بيشاور والجولة الأسترالية. بعد انفصال طويل انقطعت علاقته بسيرجنت عام 1986. ثم أقام علاقة قصيرة مع سوزي موراي فيليبسون التي دعاها إلى باكستان وتناول العشاء معها عام 1982. كما قامت برسم العديد من اللوحات الفنية لخان خلال علاقتهما.[بحاجة لمصدر]
في كتاب نُشر عام 2009 زعم كريستوفر ساندفورد أن رئيسة الوزراء الباكستانية السابقة بينظير بوتو وعمران خان كانت لهما علاقة وثيقة عندما كانا كلاهما طلبة في أكسفورد. وكتب أن بوتو في سن 21 أصبحت قريبة من خان لأول مرة في عام 1975. وظلا على علاقة لمدة شهرين تقريبا. كما حاولت والدته عقد زواج مرتب بينهما. وادعى كذلك أن لديهم «علاقة عاطفية» وهو ما دحضه خان الذي قال إنهم مجرد أصدقاء.
كان لخان علاقة ملحوظة مع الوريثة سيتا وايت ابنة الصناعي البريطاني جوردون وايت. ظلوا في العلاقة لمدة ست سنوات تقريبا بعد أن التقيا في 1987-1988. زعمت وايت أن خان وافق على إنجاب طفل منها عام 1991 وولدت ابنتها تيريان جيد في يونيو 1992 في مركز سيدارز سيناي الطبي في لوس أنجلوس. ادعى وايت أن خان رفض بعد ذلك قبول أن تكون تيريان طفلته لأنها كانت فتاة وحث وايت على الإجهاض. لوحظ تشابهها مع خان. قضت محكمة في لوس أنجلوس بأن خان كان والد الفتاة في عام 1997. في عام 2004 بعد وفاة سيتا وايت وافق خان على قبول تيريان ابنة له ورحب بها في عائلته.[بحاجة لمصدر]
ريهام خان زوجة خان السابقة زعمت في كتابها أنه أخبرها أن لديه أربعة أطفال آخرين خارج إطار الزواج بالإضافة إلى تيريان وايت. يُزعم أن بعض أطفاله من أمهات هنديات وكان أكبرهم يبلغ من العمر 34 عاما في 2018. اعترفت ريهام لاحقا بأنها لا تعرف هوية أطفال خان أو صحة أقواله وأنه «لا يمكنك أبدا معرفة ما إذا كان يقول الحقيقة». نُشر كتاب ريهام في 12 يوليو 2018 قبل 13 يوم من الانتخابات العامة الباكستانية 2018 مما أدى إلى مزاعم بأن نشره كان يهدف إلى الإضرار بآفاق عمران خان الانتخابية.
في 16 مايو 1995 عن عمر يناهز 43 عام تزوج خان من جمايما جولد سميث البالغة من العمر 21 عاما في حفل مدته دقيقتان أُجري في الأوردية في باريس. بعد شهر في 21 يونيو تزوجا مرة أخرى في حفل مدني في مكتب التسجيل ريتشموند في إنجلترا. اعتنقت جميما الإسلام. للزوجين ولدان وهما سليمان عيسى وقاسم. في 22 يونيو 2004 أُعلن أن الزوجين قد انفصلا منهيا زواج دام تسع سنوات لأنه «كان من الصعب على جميما التكيف مع الحياة في باكستان».
في يناير 2015 أُعلن أن خان تزوج من الصحفية البريطانية الباكستانية ريهام خان في حفل نكاح خاص بمقر إقامته في إسلام أباد. ومع ذلك ذكرت ريهام خان لاحقا في سيرتها الذاتية أنهما تزوجا في الواقع في أكتوبر 2014 ولكن الإعلان جاء فقط في يناير من العام التالي. وفي 22 أكتوبر أعلنا عن نيتهما التقدم بطلب للطلاق.
في 1 أغسطس 2017 تقدمت عائشة جولالاي بمزاعم مضايقة خان وادعت أنها كانت تتلقى رسائل مسيئة منه منذ أكتوبر 2013. قال خان في مقابلة إنه يشتبه في أن الرابطة الإسلامية الباكستانية (نواز) استخدمت غولالي في مزاعم التحرش ضده. لاحقا قالت عائشة جولالاي إنها ستسامح خان إذا اعتذر. ومع ذلك نفى حزب خان بشدة الاتهام نيابة عنه وطالب غولالاي إما بتقديم إثبات أو دفع تعويضات. بالإضافة إلى ذلك زعمت متحدثة باسم حزب خان شيرين مزاري أن غولالاي وجهت هذه الاتهامات بعد أن رفض خان طلبها بتخصيص دائرة انتخابية لها في البرلمان.
في منتصف عام 2016 وأواخر عام 2017 وأوائل عام 2018 ظهرت تقارير تفيد بأن خان تزوج مرشدته الروحية بشرى بيبي. خان وحركة الإنصاف الباكستانية وأفراد من عائلة مانيكا نفوا هذه الشائعة. ووصف خان وسائل الإعلام بأنها «غير أخلاقية» لنشرها الشائعات وتقدمت حركة الإنصاف الباكستانية بشكوى ضد القنوات الإخبارية التي بثتها. ومع ذلك في 7 يناير 2018 أصدرت الأمانة المركزية لحركة الإنصاف الباكستانية بيانا قالت فيه إن خان عرض على مانيكا لكنها لم تقبل اقتراحه بعد. في 18 فبراير 2018 أكدت حركة الإنصاف الباكستانية أن خان تزوج من مانيكا. وبحسب خان فقد تأثرت حياته بالصوفية على مدى ثلاثة عقود وهذا ما جعله أقرب إلى زوجته.
يقيم خان في مزرعته المترامية الأطراف في بني جالا. في نوفمبر 2009 خضع خان لعملية جراحية طارئة في مستشفى شوكت خانم للسرطان في لاهور لإزالة انسداد في أمعائه الدقيقة.
اعتبارا من عام 2018 كان يمتلك خمسة كلاب أليف يقيمون في ممتلكاته.
في 20 مارس 2021 ثبتت إصابة خان بفيروس كورونا. كان قد تلقى جرعته الأولى من لقاح سينوفارم قبلها بيومين. وأوضحت وزارة الخدمات الصحية الوطنية أنه حيث أصيب بالمرض بعد يومين فقط من تلقيه أول جرعتين من اللقاح فإنه لا يعتبر «محصنا بشكل كامل» ضد فيروس كورونا.

## جوائز وأوسمة
في عام 1992 شرُف خان بالجائزة الباكستانية القيمة للمدنيين[وفقًا لِمَن؟]؛ جائزة هلال الامتياز. وقد تلقى قبل ذلك جائزة الرئيس؛ الفخر في الأداء (Pride of Performance Award) في عام 1983. وقد سجل في متحف (Hall of Fame) التابع لجامعة أكسفورد، وأصبح زميلا شرفيا لكلية كيبل في أكسفورد. في 7 ديسمبر عيِّن خان عميدا خامساً في جامعة برادفورد، كما كان راعيا لمشروع أبحاث (Born in Bradford).
وفي عامي 1976 وكذلك 1986 منح خان جائزة (The Cricket Society Wetherall)، وذلك لكونه اللاعب المتعدد المواهب الأمامي في الكريكيت الإنجليزي من الطبقة الأولى. كما أطلق عليه اسم لاعب كريكيت ويدسون (Wisden Cricketer) للعام 1983، ولاعب نادي كريكيت ساسكس (Sussex Cricket Society) عام 1985، ولاعب كريكيت الكريكيت الهندي (Indian Cricket Cricketer) عام 1990. ويحمل خان حالياً رقم 8 في قائمة شبكة برامج التسلية والرياضة (ESPN Legends of Cricket). وفي 5 يوليو عام 2009 كان واحداً من عدة لاعبي كريكيت آسيويين متمرسين يقدم جوائز يوبيل فضي خاص في افتتاح مجلس الكريكيت الآسيوي (Asian cricket Council)، حفل توزيع جوائز في كراتشي.
وفي 8 يوليو عام 2004 مُنح خان جائزة منجزات العمر () في احتفال جوائز الجوهرة الآسيوية (Asian Jewel Awards) في لندن وذلك بوصفه رمزاً للعديد من المؤسسات الخيرية الدولية، والعمل بحماس وعلى نطاق واسع في أنشطة جمع التبرعات. وفي 13 ديسمبر عام 2007 حصل خان على جائزة الخير (Humanitarian Award) في جوائز الرياضات الآسيوية (Asian Sports Awards) في كوالا لامبور، وذلك لجهوده في إنشاء أول مستشفى سرطان في باكستان. في 2009 وفي احتفال مئوية مجلس الكريكيت العالمي كان خان واحداً من بين خمسة وخمسين لاعب كريكيت يدخلون مشاهير مجلس الكريكيت الدولي (ICC Hall of Fame).

## كتابات خان
أحياناً ما كان خان يساهم في افتتاحيات الرأي عن الكريكيت والسياسات الباكستانية للصحف البريطانية، كما نشر خمسة أعمال واقعية؛ بما في ذلك سيرة ذاتية كتابة مشتركة مع باتريك ميرفي. وقد أشيع عام 2008 أن خان لم يكتب كتابه الثاني (Indus Journey: A Personal View of Pakistan). وبدلاً من ذلك فقد ذكر ناشر كتابه جيريمي لويس في تقرير أنه كان مضطراً أن يكتب الكتاب من أجل خان. ويتذكر لويس أنه عندما طلب من خان أن يظهر كتابته للنشر "سلمني مفكرة أو دفترا يشمل عدة ملاحظات، وقصاصات تتعلق بسيرة ذاتية، وقد استغرقت قراءتها مني خمس دقائق على الأكثر، وسرعان ما أصبح واضحاً ما يجب علينا عمله لنستمر.
الكتب
- Khan, Imran (1989). Imran Khan's cricket skills. London : Golden Press in association with Hamlyn. {{استشهاد بكتاب}}: تجاهل المحلل الوسيط |الرقم المعياري= لأنه غير معروف، ويقترح استخدام |ردمك= (مساعدة)
- Khan, Imran & Murphy, Patrick (1983). Imran: The autobiography of Imran Khan. Pelham Books. {{استشهاد بكتاب}}: تجاهل المحلل الوسيط |الرقم المعياري= لأنه غير معروف، ويقترح استخدام |ردمك= (مساعدة)صيانة الاستشهاد: أسماء متعددة: قائمة المؤلفين (link)
- Khan، Imran (1991). Indus Journey: A Personal View of Pakistan. Chatto & Windus. {{استشهاد بكتاب}}: تجاهل المحلل الوسيط |الرقم المعياري= لأنه غير معروف، ويقترح استخدام |ردمك= (مساعدة)
- Khan، Imran (1992). All Round View. Mandarin. {{استشهاد بكتاب}}: تجاهل المحلل الوسيط |الرقم المعياري= لأنه غير معروف، ويقترح استخدام |ردمك= (مساعدة)
- Khan، Imran (1993). Warrior Race: A Journey Through the Land of the Tribal Pathans. Chatto Windus. {{استشهاد بكتاب}}: تجاهل المحلل الوسيط |الرقم المعياري= لأنه غير معروف، ويقترح استخدام |ردمك= (مساعدة)

مقالات
- تعليقات الجارديان؛ تعليقات متعلقة بالسياسة من خان.
- أعمدة تيليجراف؛ مقالات رياضية كتبها خان من عام 2000 وحتى الآن.
- كلمة افتتاحية في صحيفة الإندبندنت أعقبت هجمات 11 سبتمبر بعنوان: يتحتم علينا معالجة الأسباب الجذرية لهذا الإرهاب.
- كلمة افتتاحية لخان عام 2007 عن عودة بوتو إلى باكستان، بعنوان: بنظير بوتو لا تلومن إلا نفسها.

## قراءات أخرى
- Tennant، Evo (1996). Imran Khan. Trafalgar Square. {{استشهاد بكتاب}}: تجاهل المحلل الوسيط |الرقم المعياري= لأنه غير معروف، ويقترح استخدام |ردمك= (مساعدة)

## وصلات خارجية
- عمران خان على موقع IMDb (الإنجليزية)
- عمران خان على موقع الموسوعة البريطانية (الإنجليزية)
- عمران خان على موقع مونزينجر (الألمانية)
- عمران خان على موقع إي آس بي آن كريك إنفو (الإنجليزية)